# Земля
Земля́ — третя від Сонця планета Сонячної системи, єдина планета, на якій відоме життя, домівка людства. Земля належить до планет земної групи і є найбільшою з цих планет у Сонячній системі. Земля, як і більшість інших тіл Сонячної системи, утворилася приблизно 4,5 мільярди років тому з газо-пилової хмари.
Земля розташована на відстані ~149,6 млн км від Сонця та обертається навколо нього, здійснюючи один оберт за рік (~365,25 дня). Планета обертається навколо власної осі за одну сидеричну добу (~23 години 56 хвилин), а нахил її осі обертання обумовлює зміни пір року. Сонячна система разом із Землею розташована в галактиці Чумацький шлях, в рукаві Оріона, на відстані 28 000 світлових років від галактичного центру.
Земля наближено являє собою еліпсоїд з середнім радіусом близько 6400 км, при цьому різниця між полярним та екваторіальним радіусом складає ~22 км. Середня густина Землі найбільша серед усіх планет Сонячної системи. Її тіло диференційоване та складається з кількох шарів: внутрішнього ядра, зовнішнього ядра, мантії та кори. Кора Землі утворена літосферними плитами, що повільно рухаються, утворюючи гірські хребти, вулкани та спричиняючи землетруси. Ядро виробляє магнітне поле, що відхиляє руйнівний для живих істот сонячний вітер. Близько 71 % поверхні Землі становлять океани, а решту 29 % поверхні Землі — суходіл, поділений на 6 великих континентів та безліч островів та півостровів.
Земля має один постійний природний супутник, Місяць, що обертається на відстані 380 000 км та має розмір ~1700 км, близько чверті радіуса Землі. Місяць завжди повернений до Землі однією стороною через припливне захоплення. Вплив Місяця проявляється зокрема через припливи й відпливи, а на проміжках часу в мільйони років він стабілізує положення осі обертання Землі в просторі та поступово сповільнює її обертання навколо осі, збільшуючи тривалість земної доби.
Атмосфера Землі складається здебільшого з азоту та кисню, а також невеликої частки інших газів. Парникові гази в атмосфері, як от діоксид вуглецю, затримують частину енергії Сонця поблизу поверхні. Водяна пара в незначних кількостях присутня в атмосфері та утворює хмари, котрі покривають значну частину планети. Клімат Землі неоднорідний, тропічні регіони отримують більше сонячної енергії, ніж полярні. Клімат регіону залежить також від висоти над рівнем моря та близькості до океанів. Тепло перерозподіляється завдяки циркуляції атмосфери та морським течіям.
Землю в контексті людства часто називають світом, вона є предметом дослідження значної кількості наук про Землю. Земля як небесне тіло підлягає вивченню астрономією, будову і склад Землі досліджує геологія, стан атмосфери — метеорологія, сукупність проявів життя на планеті — біологія. Екологія розкриває процеси біосфери, взаємодії між людиною, живими організмами та довкіллям. Географія дає опис особливостей рельєфу поверхні планети, а також людських поселень та суспільних утворень.

## Назва та символ
Українське слово «Земля», як і його відповідники в інших слов'янських мовах, походить від праслов'янського *zemja, спорідненого з лит. žẽmė, лат. humus та іє. *g̑hđem-, *g̑hđom-, всі з яких також мають значення «земля». Земля — єдина планета Сонячної системи, чия українська назва не походить із давньогрецької чи римської міфології.

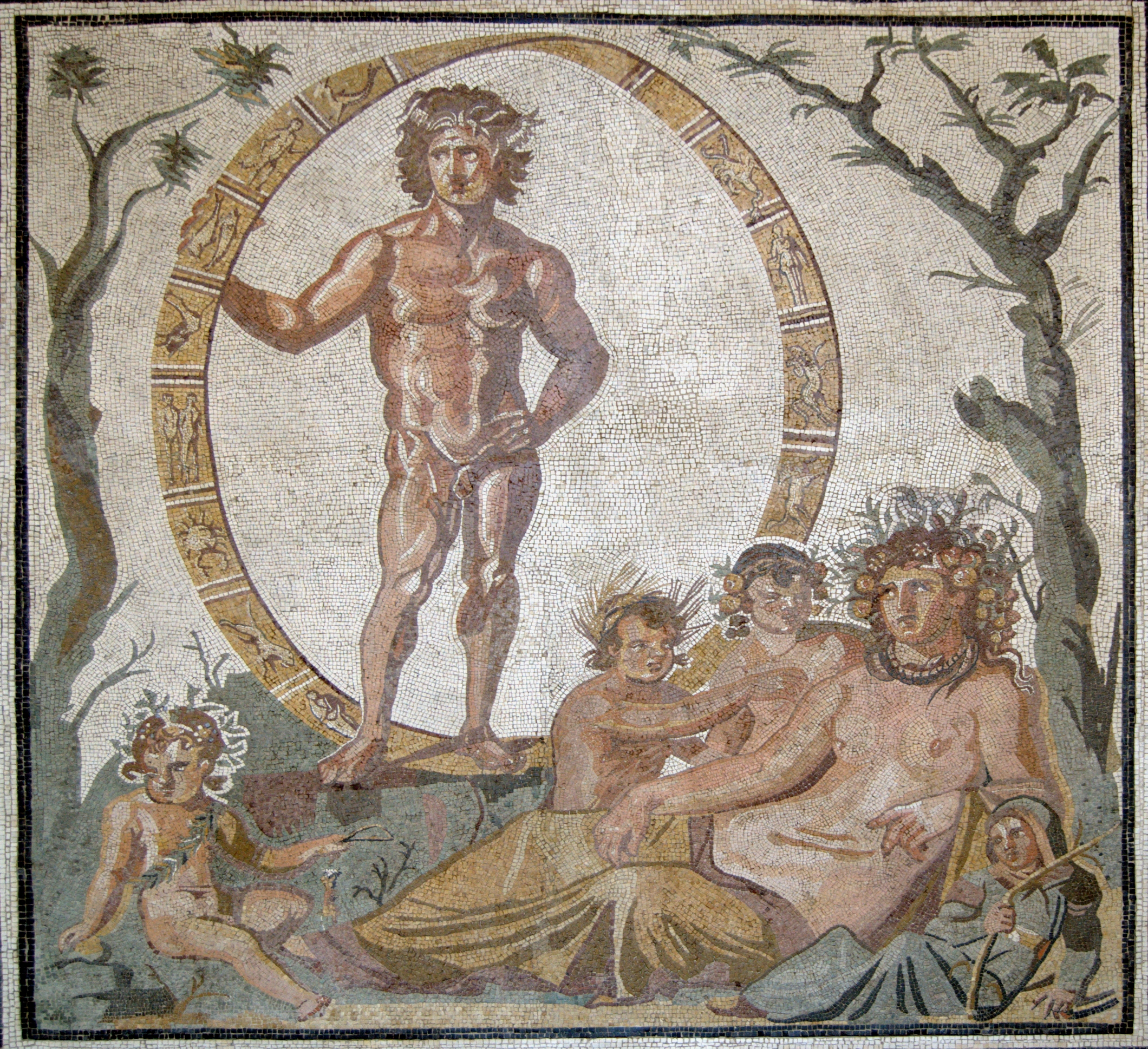
Еон, бог вічності, і Мати-земля Теллус (римська Гея) з чотирма дітьми, що уособлюють пори року (мозаїка в Сентинумі (Умбрія), датована III століттям нашої ери)

Сучасне англійське слово Earth розвинулося від давньоанглійського іменника eorðe, eorþe, що разом з нім. Erde, швед. jord та іншими германськими відповідниками, походить від прагерм. *ertho та, ймовірно, іє. *er-. У своєму найдавнішому засвідченні слово eorðe вже використовувалося для перекладу багатьох значень лат. terra та грец. γῆ (gē): Земля, її ґрунт, суходіл, людський світ і поверхня світу разом з морем. Як і у разі з римською Террою/Теллусом і грецькою Геєю, Земля могла бути уособленням богині в германському язичництві.
Іноді латинська назва «Терра» використовується у науковій літературі, особливо в науковій фантастиці, щоби відрізнити населену людством планету від інших. Також від неї походять назви землі в багатьох романських мовах, як ісп. Tierra та фр. Terre. У поезії подекуди застосовується ім'я «Теллус» як уособлення Землі. Від грецького γῆ («земля») походить значна кількість слів, як то географія, геологія тощо.
Астрономічним знаком Землі є вписаний у коло рівнобедрений хрест, , знаний як сонячний хрест. Початковим астрономічним символом планети було королівське яблуко, .

## Фізичні характеристики

### Топографічні відомості та форма

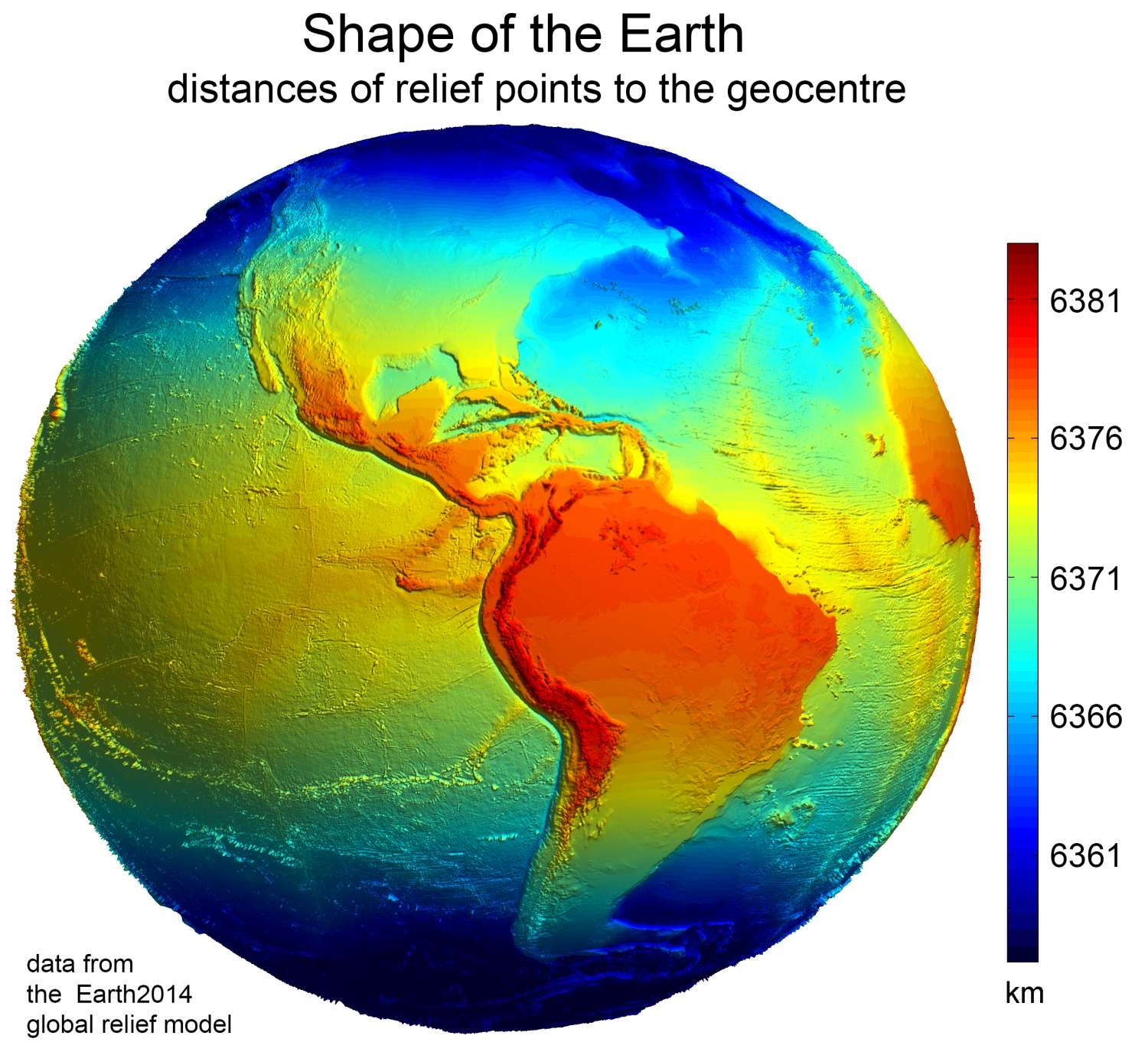
Топографічний вигляд Землі відносно центру планети (замість рівня моря, як на звичайних топографічних картах)

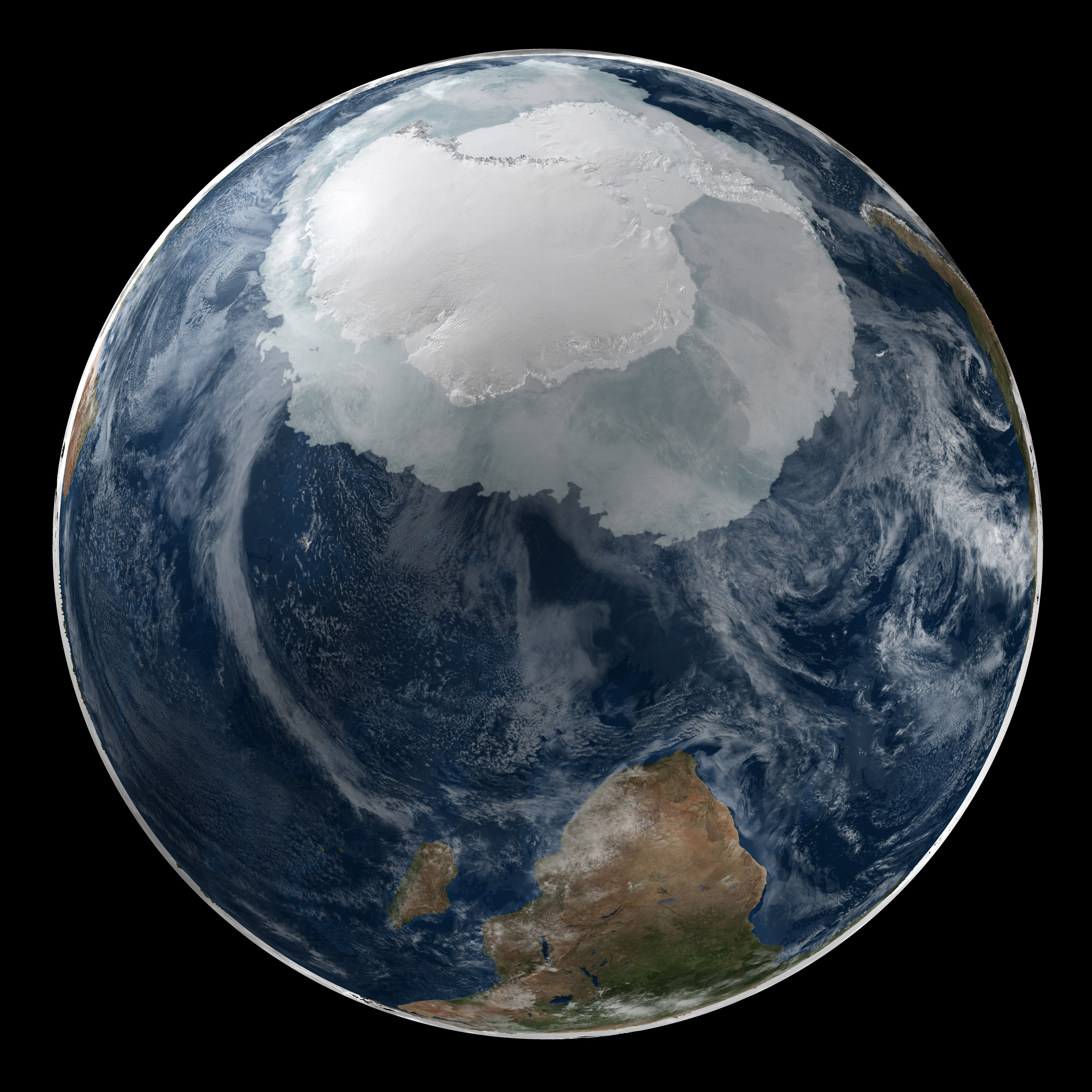
У полярних регіонах океан і суходіл Землі здебільшого вкриті льодом, як показано на цьому складеному зображенні льодового покриву над Південним океаном (сірим кольором) і Антарктидою (білим кольором).

Форма Землі майже куляста, планета має середній діаметр в 12 742 кілометри, що робить її шостим за розміром тілом Сонячної системи та найбільшою серед планет земної групи. Через обертання Землі її форма випукла навколо екватора і злегка сплощена на полюсах, внаслідок чого діаметр на екваторі на 43 кілометри більший, ніж на полюсах. Тож форму Землі можна точніше описати як сплющений сфероїд. Щоби виміряти місцеві відмінності рельєфу Землі, геодезія використовує так звану взірцеву Землю у формі геоїда. Таку форму можна отримати, якщо знехтувати збуреннями океану, як от припливи та вітри. В сумі виходить гладка, але нерівномірна під дією гравітації поверхня геоїда, що забезпечує середній рівень моря (MSL) як точки відліку для топографічних вимірювань.
Водночас форма Землі має місцеві топографічні відмінності. Найбільші відхилення, такі як Маріанський жолоб (який 10 925 метрів нижче місцевого рівня моря), скорочують середній радіус Землі на 0,17 %, а гора Еверест (8848 метрів над місцевим рівнем моря) подовжує його на 0,14 %.

### Земна гравітація

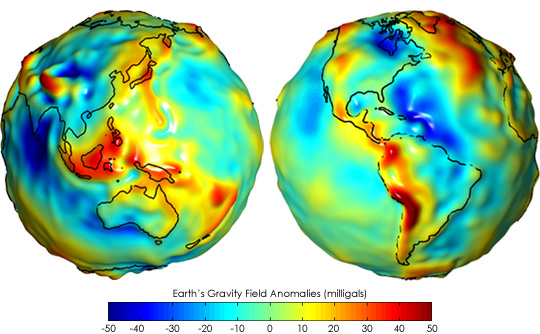
Гравітація Землі, виміряна місією NASA GRACE, показує відхилення від теоретичної гравітації ідеалізованої гладенької Землі, так званого земного еліпсоїда. Червоним позначено області, де сила тяжіння дужча за згладжене, стандартне значення, а синя показує місця, де гравітація слабша. (Анімована версія)

Сила тяжіння Землі, котра позначається g — це загальне прискорення, яке надається об'єктам через сукупний вплив гравітації (від розподілу маси всередині Землі) і відцентрової сили (від обертання Землі). Це векторна величина, напрямок якої збігається з прямовисом, а сила або величина визначається нормою {\displaystyle g=\|{\mathit {\mathbf {g} }}\|}.
В одиницях СІ це прискорення виражається в метрах за секунду у квадраті (позначається, м/с² чи м·с−2) або еквівалентно в ньютонах на кілограм (Н/кг чи Н·кг−1). Біля поверхні Землі прискорення сили тяжіння становить ~9,81 м/с², і це означає, що без урахування впливу опору повітря, швидкість вільного падіння об'єкта збільшуватиметься приблизно на 9,81 метра за секунду щосекунди. Цю величину іноді неофіційно позначають малою літерою g (натомість, гравітаційна стала G називається великою G).
Точна сила земного тяжіння залежить від місця розташування. Номінальне «середнє» значення на поверхні Землі, знане як стандартна гравітація, за визначенням становить 9,80665 м/с². Ця величина позначається по-різному, як от gn, ge (хоча це інколи означає нормальне екваторіальне значення на Землі, 9,78033 м/с²), g0 або просто g (яке також застосовується для змінної місцевої величини).
Сфера Гілла, або інакше куля гравітаційного впливу Землі, має радіус приблизно 1,5 мільйона км. Це найбільша відстань, на якій гравітаційний вплив Землі є дужчим, ніж від більш далекого Сонця та сусідніх планет. Тіла повинні обертатися навколо Землі в межах цієї відстані, інакше вони можуть стати незв'язаними з планетою через гравітаційні збурення Сонця.

## Земля у Сонячній системі

Обертання Землі навколо осі

Земля — відкрита система в космосі, вона постійно взаємодіє з навколишнім космічним середовищем: отримує енергію від Сонця, випромінює тепло. На планету безупинно потрапляють метеори, космічний пил, зрідка метеорити та комети. Планета повсякчас перебуває під впливом сонячного вітру (потік іонізованих атомів водню та гелію у пропорції 9 до 1, що зі швидкістю 350—450 км/с врізаються в магнітосферу), та космічного випромінювання (потік високоенергетичних ядер водню). Земля неспинно гравітаційно взаємодіє з Місяцем та Сонцем (і набагато меншою мірою з іншими планетами Сонячної планети), що обумовлює припливні явища.

### Орбіта та обертання
Земля робить один оберт навколо Сонця за кожні 365,256 дня, що відповідає одному року (365 діб 6 годин 9 хвилин 9 секунд). Для зручності вимірюють три роки поспіль по 365 діб кожен, а до кожного четвертого року, високосного, додають 1 добу. Через те, що рік становить не рівно 365,25 доби, номери років, які діляться на 100, але не діляться на 400, не є високосними. Середня відстань від Землі до Сонця становить 150 млн км. Орбітальна швидкість планети становить у середньому 29,78 км/с.
Повний оберт навколо своєї осі планета здійснює за добу — 23 години 56 хвилин 4 секунди. З цим рухом пов'язані декілька наслідків:
- під дією сил тяжіння та відцентрової сили Земля стає опуклою поблизу екватора та сплющеною біля полюсів[17];
- відбувається зміна дня і ночі;
- утворюється оборотна сила, або сила Коріоліса, завдяки чому всі потоки (водні чи повітряні) в північній півкулі, що рухаються з півночі на південь, відхиляються від свого напрямку праворуч[30].

Анімована 3D-модель екліптики з чотирма планетами земної групи

### Нахил осі обертання і сезони
Кут нахилу осі Землі до площини орбіти постійно становить ~23,5°, з віссю її орбіти, завжди спрямованої в бік полюсів.. Нахил осі суттєво впливає на нерівномірний розподіл сонячного проміння земною поверхнею. Це обумовлює почергову зміну пір року.
Через нахил осі Землі кількість сонячного світла, що досягає будь-якої точки на поверхні, змінюється протягом року. Це викликає сезонну зміну клімату: літо в Північній півкулі настає, коли тропік Рака звернений до Сонця, а в Південній півкулі, коли тропік Козорога звернений до Сонця. У кожному випадку зима настає одночасно в протилежній півкулі.
Згідно з астрономічною домовленістю, чотири пори року можна визначити за допомогою сонцестоянь і рівнодення, коли вісь обертання Землі вирівняна з її орбітальною віссю. У Північній півкулі зимове сонцестояння відбувається приблизно 21 грудня; літнє сонцестояння припадає на 21 червня, весняне рівнодення — близько 20 березня, а осіннє рівнодення — приблизно 22 або 23 вересня. У Південній півкулі ситуація зворотна: літнє і зимове сонцестояння мають дати один одного з Північної півкулі, і дати весняного та осіннього рівнодень відповідно.
Влітку день триває довше, а Сонце видно вище в небі. Взимку клімат стає прохолоднішим, а дні коротшими. Вище північного полярного кола і нижче південного денне світло взагалі відсутнє протягом частини року, що викликає полярну ніч, і ця ніч триває кілька місяців на самих полюсах. У цих же широтах також спостерігається полярний день, коли сонце залишається видимим весь день.
Кут нахилу осі Землі відносно стабільний протягом тривалих проміжків часу. Його осьовий нахил піддається нутації, незначому, нерегулярному руху з основним періодом 18,6 року. Орієнтація земної осі також змінюється з часом, роблячи повне коло протягом кожного 25 800-річного циклу. Ця прецесія є причиною різниці між сидеричним роком і тропічним роком. Обидва ці рухи викликані різним тяжінням Сонця і Місяця на екваторі Землі. Полюси також зміщуються на кілька метрів по поверхні Землі. Цей полярний рух має кілька циклічних компонентів, які в сукупності називаються квазіперіодичним рухом. Крім річної складової цього руху, існує 14-місячний цикл, який називається чандлерівським рухом. Швидкість обертання Землі також змінюється в явищі, відомому як варіація тривалості доби.
Річна орбіта Землі еліптична, а не кругова, її найближче наближення до Сонця називається перигелієм. У наш час перигелій Землі настає приблизно 3 січня, а її афелій — близько 4 липня. Ці дати зміщуються з часом через прецесію та зміни орбіти, останні з яких слідує циклічним моделям, відомим як цикли Міланковича. Щорічна зміна відстані Земля — Сонце викликає збільшення приблизно на 6,8 % сонячної енергії, що досягає Землі в перигелії щодо афелію. Оскільки Південна півкуля нахилена до Сонця приблизно в той же час, коли Земля досягає найбільшого зближення з Сонцем, Південна півкуля отримує від Сонця трохи більше енергії, ніж північна протягом року. Цей ефект набагато менш значний, ніж повна зміна енергії через нахил осі, і більша частина надлишкової енергії поглинається більшою часткою води в Південній півкулі.

## Внутрішня будова

### Хімічний склад
| Речовина          | Формула | Вміст          | Вміст     |
| Речовина          | Формула | Континентальна | Океанічна |
| ----------------- | ------- | -------------- | --------- |
| Діоксид кремнію   | SiO2    | 60,2 %         | 48,6 %    |
| Оксид алюмінію    | Al2O3   | 15,2 %         | 16,5 %    |
| Оксид кальцію     | CaO     | 5,5 %          | 12,3 %    |
| Оксид магнію      | MgO     | 3,1 %          | 6,8 %     |
| Монооксид заліза  | FeO     | 3,8 %          | 6,2 %     |
| Оксид натрію      | Na2O    | 3,0 %          | 2,6 %     |
| Оксид калію       | K2O     | 2,8 %          | 0,4 %     |
| Оксид заліза(III) | Fe2O3   | 2,5 %          | 2,3 %     |
| Вода              | H2O     | 1,4 %          | 1,1 %     |
| Діоксид вуглецю   | CO2     | 1,2 %          | 1,4 %     |
| Оксид титану(IV)  | TiO2    | 0,7 %          | 1,4 %     |
| Оксид фосфору(V)  | P2O5    | 0,2 %          | 0,3 %     |
| Усього            | Усього  | 99,6 %         | 99,9 %    |

Маса Землі становить приблизно 5,9722×1024 кг. Вона складається переважно із заліза (32,1 %), кисню (30,1 %), кремнію (15,1 %), магнію (13,9 %), сірки (2,9 %), нікелю (1,8 %), кальцію (1,5 %) і алюмінію (1,4 %), решту — 1,2 % становлять слідові кількості інших хімічних елементів. Вважається, що через масову сегрегацію, область ядра здебільшого складається із заліза (88,8 %), з меншою кількістю нікелю (5,8 %), сірки (4,5 %) і нижче 1 % мікроелементів.
Найпоширенішими компонентами породи земної кори є майже всі оксиди: хлор, сірка та фтор є важливими винятками з цього, і їх загальна кількість у будь-якій породі зазвичай, набагато менше 1 %. Понад 99 % земної кори складається з 11 оксидів, переважно кремнезему, оксиду алюмінію, оксидів заліза, вапна, магнію, калію та натрію.

#### Природні ресурси
Земля надає природні ресурси, які можуть добуватися та застосовуватися людьми для різних цілей.

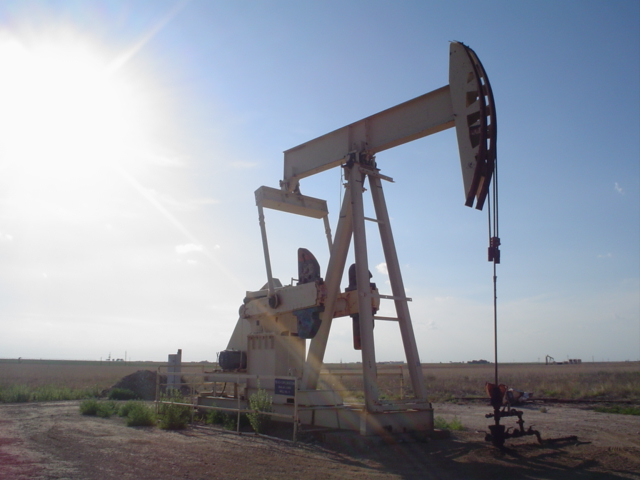
Видобуток нафти, Техас

Розрізняють відновлювані ресурси, які можуть бути заповнені за короткий проміжок часу, в межах існування окремої людини, та невідновлювані природні запаси, коли стрімкість їхнього споживання, навпаки, значно перевищує швидкість їхнього створення. Серед останніх, особливо вирізняються викопні види палива, для утворення яких потрібні мільйони років. Значні кількості цих копалин, можуть бути отримані із земної кори, як от вугілля, нафта, природний газ або гідрати метану. Руди також утворюються в земній корі та складаються з різних хімічних елементів, корисних людям для виробництва, наприклад металу. Ці ресурси використовують для виробництва енергії та в якості сировини для хімічної промисловості. Відновлювальними джерелами енергії є, наприклад, сонячна енергія та енергія вітру, адже вони не є вичерпними.
Земна біосфера виробляє безліч потрібних людині запасів, наприклад харчові продукти, паливо, ліки, кисень, і навіть забезпечує переробку багатьох органічних відходів. Наземні екосистеми залежать від орних земель і прісної води, тоді як морські екосистеми засновані на поживних речовинах, розчинених у морській воді.
У звіті ООН за 2019 рік передбачається, що використання природних ресурсів збільшиться на 110 % у проміжок з 2015 по 2060 рік.

### Внутрішня структура
Внутрішнє ядро із радіусом близько 1221 км вкрите зовнішнім ядром, товщина якого дорівнює 2300 км. У складі ядра переважає залізо та нікель. Його вкриває шар мантії — розжареної в'язкої кам'янистої речовини, товщина мантії складає ~2900 км. Її вкриває шар кори завтовшки 30 км, що складається переважно з твердих порід та мінералів та відділений від мантії поверхнею Мохоровичича.
У XIX столітті стрімко відкривалися нові хімічні елементи, і були винайдені спектроскопи, які могли оцінювати елементи за світлом. Спектроскопія сонячного світла припустила, що Сонце може містити невідомий елемент, гелій, але 1895 року Вільям Ремзі виявив новий елемент в урановій руді та розпізнав його також як гелій. Цей висновок поклав край теорії п'ятого елемента (ефіру) з часів Арістотеля та довів, що Земля й Сонце зроблені з однієї матерії.

Будова Землі

Переріз Землі від ядра до екзосфери

### Теплові процеси

Розсіювання сонячної енергії під час її проходження крізь атмосферу, де вона частково поглинається й остаточно відбивається поверхнею (пустелі, снігові простори, моря) до космосу. Значення виражено в Петаватах.

Між Землею та навколишнім середовищем постійно відбувається енергомасообмін. Планета повсякчас отримує великий обсяг енергії від Сонця через випромінювання, водночас частину цього енергетичного потоку вона віддає в космос у вигляді як віддзеркаленого випромінювання (альбедо земної поверхні, хмар), так і теплової енергії.
У верхні шари атмосфери Землі постійно надходить 174 PW (петават) сонячного випромінювання (інсоляції). Близько 30 % сонячного проміння відбивається хмарами, атмосферою, снігом, льодом, піщаними пустелями та дахами будинків, а інші 70 % поглинаються землею, океаном та атмосферою.
Атмосфера не лише зменшує кількість сонячної енергії, що досягає поверхні Землі, але і дифузує ~20 % з того що надходить, та відсіює частину його спектру. Після проходження атмосфери близько половини опромінення перебуває у видимій частині спектру. Друга половина, переважно належить до інфрачервоної частини спектра. Тільки незначна частина цієї інсоляції припадає на ультрафіолетове випромінювання.
Сонячне випромінювання поглинається поверхнею суходолу, океанами та атмосферою. Абсорбція сонячної енергії через атмосферну конвекцію, випаровування і конденсацію водяної пари є рушійною силою колообігу води та керує вітрами. Сонячне проміння увібране океаном та суходолом, підтримує середню температуру на поверхні Землі що нині (2000-ті) становить 14 °C. Завдяки фотосинтезу рослин сонячна енергія може перетворюватись на хімічну, котра зберігається у вигляді їжі, деревини та біомаси, яка зрештою перетворюється на викопне паливо.

### Магнітне поле

Рисунок, що показує силові лінії магнітного поля магнітосфери Землі. Під дією сонячного вітру лінії зміщуються назад в протисонячному напрямку

Основна частина магнітного поля Землі виробляється в ядрі, місці динамо-процесу, який перетворює кінетичну енергію термічної та композиційної конвекції, на енергію електричного та магнітного полів. Поле простягається назовні від ядра, крізь мантію і до поверхні Землі, де воно є наближено диполем. Полюси диполя розташовані близько до географічних полюсів Землі. На екваторі магнітного поля, напруженість магнітного поля на поверхні становить 3,05 × 10−5 Тл, з магнітним моментом 7,79 × 1022 Ам² в епоху 2000-х років, зменшуючись майже на 6 % за століття (хоча він все ще залишається дужчим ніж у середньому за довгий час). Конвекційні рухи в ядрі не мають сталої траєкторії; магнітні полюси мимовільно рухаються і час від часу змінюють напрямок. Це спричинює вікові зміни основного поля та його перевертання з непостійними проміжками часу, у середньому кілька разів на мільйон років. Остання зміна сталася ~700 000 років тому.
Протяжність магнітного поля Землі в космосі визначає магнітосферу. Іони та електрони сонячного вітру відхиляються магнітосферою; вплив сонячного вітру стискає денний бік магнітосфери приблизно до 10 радіусів Землі та розширює нічний бік магнітосфери на довгий хвіст. Оскільки швидкість сонячного вітру більша за швидкість, з якою хвилі поширюються крізь сонячний вітер, надзвукова головна ударна хвиля передує денній магнітосфері в сонячному вітрі. Заряджені частинки містяться в магнітосфері; плазмосфера відзначається частинками низької енергії, які слідують лініям магнітного поля під час обертання Землі. Кільцевий струм визначається частинками середньої енергії, які дрейфують відносно геомагнітного поля, але з траєкторіями, на яких все ще переважає магнітне поле, а радіаційні пояси Ван Аллена утворюються частинками високої енергії, рух яких випадковий, але наявний в магнітосфері.
Під час магнітних бур і збурень заряджені частинки можуть відхилятися від зовнішньої магнітосфери та особливо хвоста магнітосфери, спрямовуватися вздовж ліній поля в іоносферу Землі, де атмосферні атоми можуть збуджуватися та іонізуватися, утворюючи полярне сяйво.

### Внутрішнє тепло

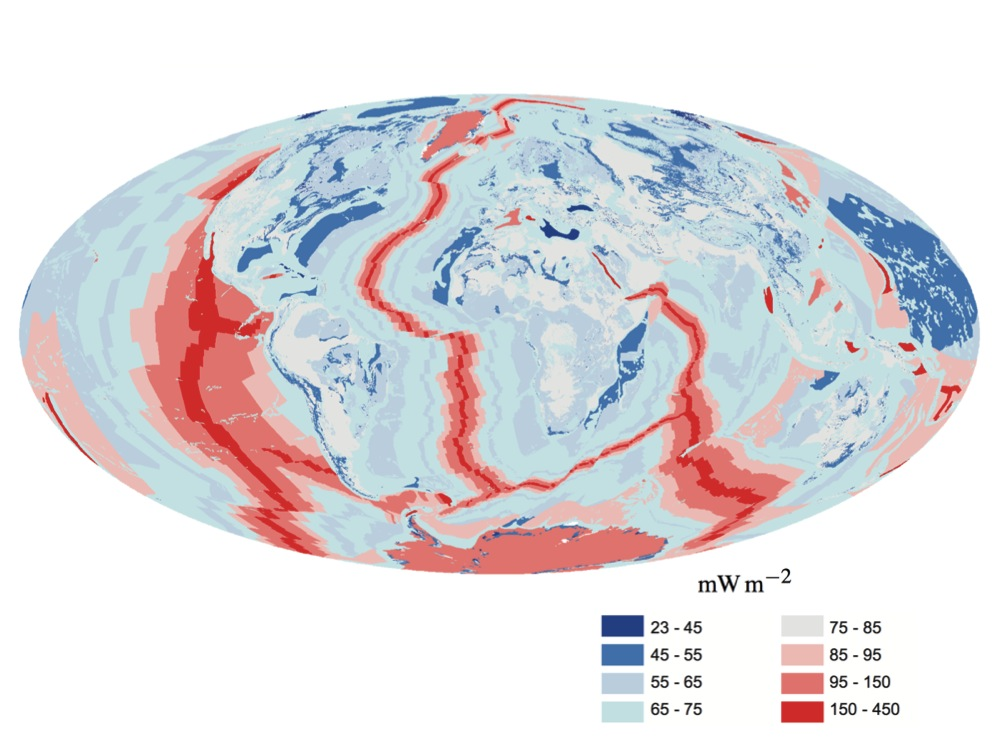
Загальна карта теплового потоку з надр Землі до поверхні земної кори, переважно вздовж океанічних хребтів

Основними ізотопами в Землі, що виділяють тепло, є калій-40, уран-238 і торій-232. У центрі планети температура може досягати 6000 °C, а тиск може сягати 360 ГПа. Оскільки велика частина тепла виділяється радіоактивним розпадом, науковці припускають, що на початку історії Землі, до вичерпання ізотопів із коротким періодом напіврозпаду, виробництво тепла на нашій планеті було набагато вищим. Приблизно впродовж 3 млрд років було б вироблено вдвічі більше тепла, ніж зараз, що збільшило б швидкість мантійної конвекції та тектоніки плит, і дозволило б утворювати незвичайні вивержені породи, такі як коматіїти, які зрідка утворюються сьогодні.
Середня втрата тепла від Землі становить 87 мВт м−2, що відповідає загальносвітовим втратам тепла 4,42×1013 Вт. Частина теплової енергії ядра переноситься до кори мантійними плюмами, формою конвекції, що складається з підйому високотемпературної породи. Ці шлейфи можуть утворювати гарячі точки та утворювати базальти. Більша частина тепла на Землі втрачається через тектоніку плит, підіймання мантії, пов'язане із серединно-океанічними хребтами. Останнім основним способом втрати тепла є теплопровідність крізь літосферу, більша частина якої відбувається під океанами, завдяки тому, що кора там набагато тонша, ніж кора континентів.

## Географічна оболонка
Земна поверхня — верхній шар структури Землі на межі з її атмосферою. Земля як ідеалізований сфероїд має площу поверхні ~510 мільйонів км2. Загалом Земля поділяється за широтою на полярні Північну та Південну півкулі або за довготою на континентальні Східну та Західну півкулі. Визначна особливість будови земної поверхні полягає в розподілі на материки і океани.

Більша частина поверхні Землі складається з води в рідкому стані: 70,8 % або 361,13 млн км2 поверхні Землі займає світовий океан. Це робить Землю разом із її вираженою гідросферою, водним світом чи океанським світом, особливо в ранній історії Землі, коли океан, можливо, повністю покривав Землю. Світовий океан зазвичай поділяють на Тихий, Атлантичний, Індійський, Південний та Північний Льодовитий океани (перелік від найбільшого до найменшого). Океан заповнює океанічні западини. Дно океану складається з абісальних рівнин, континентальних шельфів, підводних гір, підводних вулканів, океанічних жолобів, підводних каньйонів, океанічних плато та системи серединно-океанічних хребтів, що охоплюють всю земну кулю. Середня глибина світового океану дорівнює 3682 м, а найбільша глибина — 11 020 м  в Маріанському жолобі у Тихому океані. У полярних регіонах Землі поверхня океану вкрита сезонно змінною кількістю морського льоду, який часто з'єднується з полярною сушею та крижаними покривами, утворюючи полярні крижані шапки.

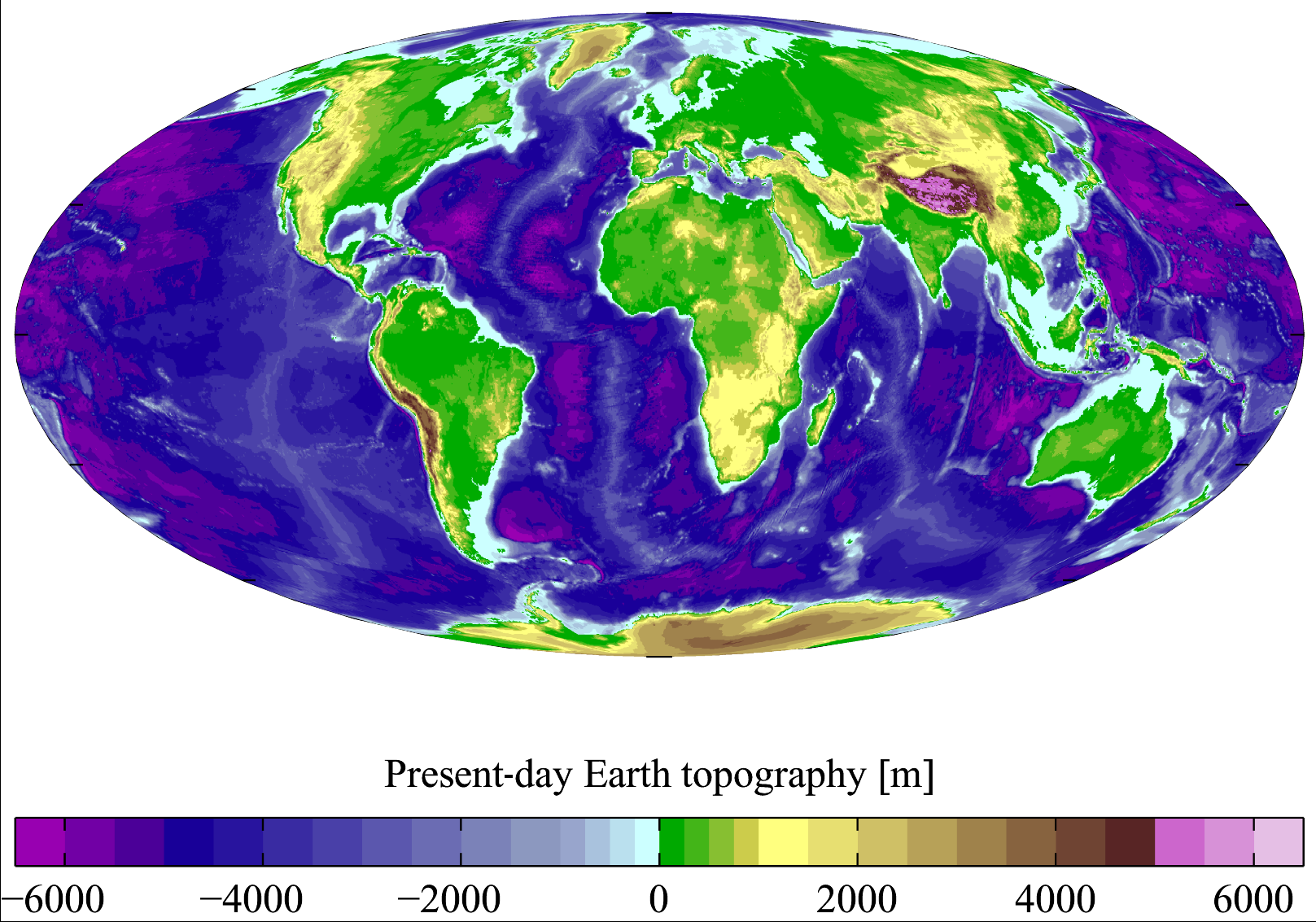
Рельєф земної кори

Суходіл займає 29,2 %, або 148,94 млн км2 площі поверхні Землі. Найбільшу частку цієї площі складають чотири континентальні утворення: Афроєвразія, Америка, Антарктида та Австралія. Вони утворюють шість материків: Євразію, Африку, Північну Америку, Південну Америку, Антарктиду і Австралію. Крім того, на Землі є численні острови. Суша може бути вкрита поверхневими водами, снігом, кригою, штучними спорудами або рослинністю. Більша частина суші Землі має рослинність, водночас льодовикові покриви і пустелі посідають значну її частину. Рельєф Землі дуже різноманітний і складається з гір, пустель, рівнин, плато та інших видів рельєфу. Гори займають 24 % поверхні суходолу, пустелі — близько 33 %, ліси — близько 31 %, льодовики — понад 10 %. Висота поверхні суші змінюється від найнижчої точки −418 м в Мертвому морі до найбільшої висоти 8848 м на вершині гори Еверест. Середня висота суші над рівнем моря становить ~797 м.
Педосфера — зовнішній шар континентальної поверхні Землі, який складається з ґрунту та зазнає процесів ґрунтоутворення. Ґрунт має вирішальне значення для того, аби земля була орною. Загальна орна земля на нашій планеті становить 10,7 % поверхні суші, з яких 1,3 % припадають на постійні орні землі. Земля має приблизно 16,7 мільйона км2 орних угідь і 33,5 мільйона км2 пасовищ.
Вершина вулкана Чимборасо в Еквадорі є найвіддаленішою від центра мас точкою на поверхні Землі. Найближчою до центру планети точкою на поверхні Землі є заглибина Літке в Північному Льодовитому океані (6351,7 км від центру). Найглибшою точкою нижче рівня моря є безодня Челленджера. Через сплюснуту форму Землі її радіус на 14,7268 км менший у жолобі Літке, ніж в безодні Челленджера.

### Літосфера

Літосферні плити

В будові Землі виокремлюють твердий шар літосферу і м'який шар — астеносферу. Літосферою вважається кора та верхній шар мантії, тобто цей шар простягається приблизно на 100 км вглиб планети. Під літосферою знаходиться астеносфера, яка є гарячішою та глибшою частиною верхньої мантії. Літосфера складається приблизно з 12 літосферних плит. Теорія дрейфу континентів, запропонована Альфредом Вегенером на початку XX століття, не могла пояснити, чому відбувався рух. Проте дослідження рельєфу морського дна за допомогою звукових хвиль, засобами створеними під час Другої світової війни, виявили Серединно-Атлантичний хребет, і виявилося, що дно океану простягається по обидва боки хребта. Починаючи з цього відкриття, були зібрані різноманітні докази, гравітаційні вимірювання показали існування континентальної та океанічної кори, а сейсмічні вимірювання довели наявність у Землі ядра та мантії, тобто створилася концепція тектоніки плит. До 1980-х років загальна структура була завершена, дослідження просунулося до аналізу структури мантії за допомогою сейсмічної томографії (мантійна томографія) та пояснення зв'язку між умовами конвекції та плитами (теорія плюму).
Товщина літосфери вважається глибиною до ізотерми, пов'язаної з переходом між крихкою та в'язкою поведінкою. Температуру, за якої олівін стає пластичним (~1000 °C), часто використовують для визначення цієї ізотерми, оскільки олівін здебільшого є найслабшим мінералом у верхній мантії.

### Гідросфера

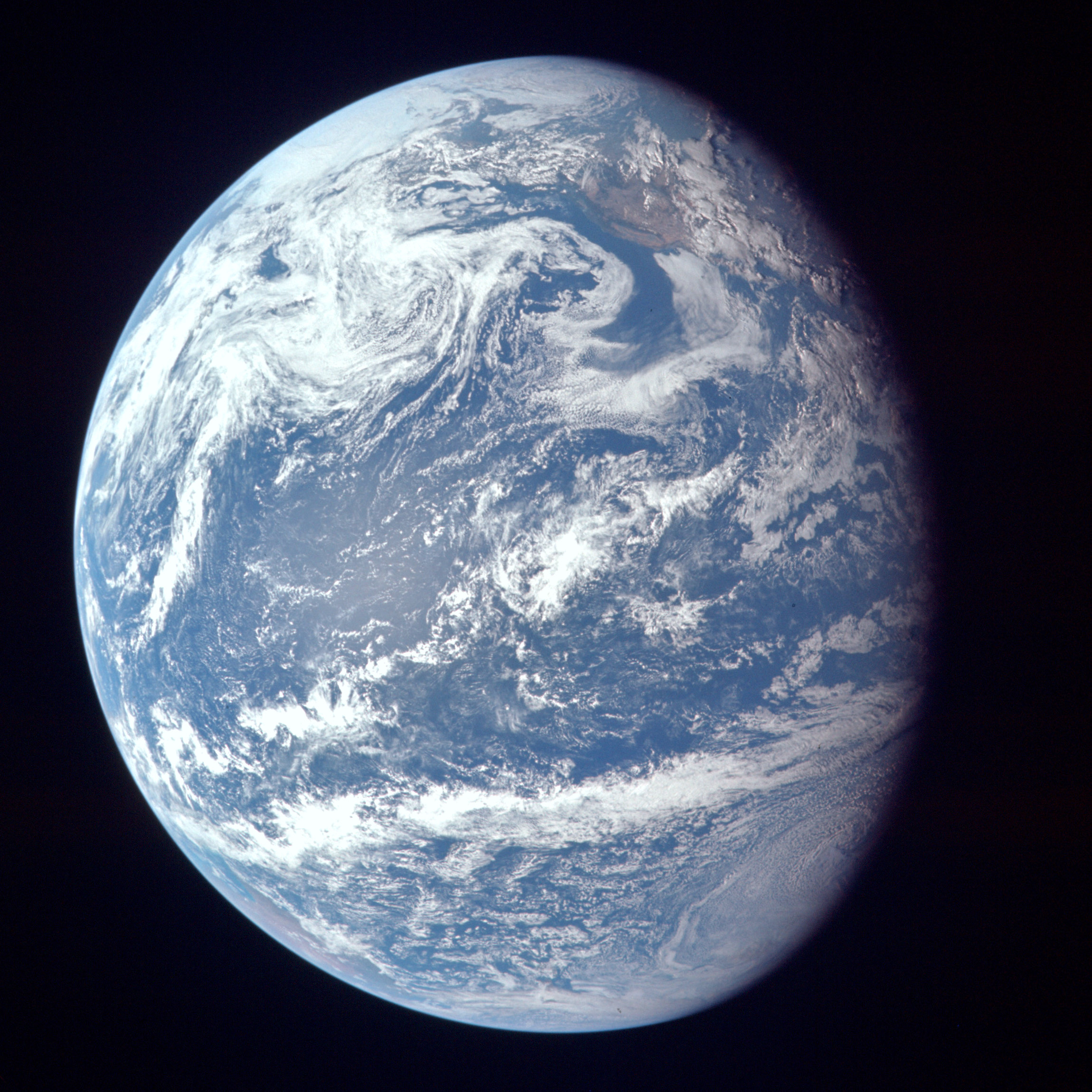
Вид на Землю з глобальним океаном і хмарним покривом, який переважає над земною поверхнею та гідросферою. У полярних регіонах Землі гідросфера утворює більші площі льодового покриву

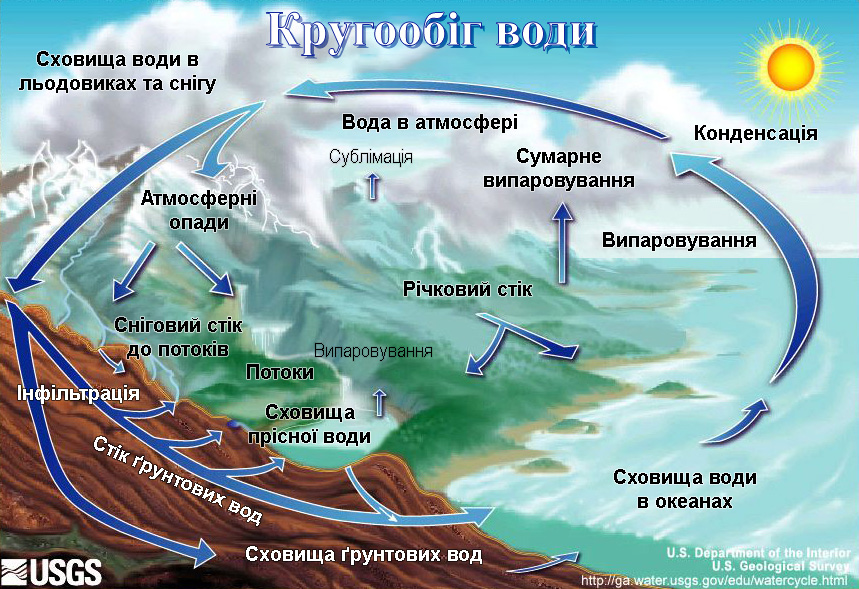
Схема кругообігу води

Звідки береться вода на Землі й, зокрема, чому на нашій планеті набагато більше води, ніж на інших планетах, подібних до Землі, досі (2010-ті) є спірним питанням. Частина води, ймовірно, виділялася у вигляді водяної пари з магми, тобто зрештою надходила з надр землі, але цього могло бути недостатньо для наявної на сьогодні кількості води. Інші значні частини можуть походити від зіткнень із кометами, транснептуновими об'єктами або багатими водою астероїдами (протопланетами) із зовнішніх областей поясу астероїдів. Водночас вимірювання ізотопного відношення дейтерію до протію (відношення D/H) більше вказують на астероїди, оскільки подібні ізотопні співвідношення були знайдені у водних слідах вуглецевих хондритів, як і в океанічній воді, тоді як ізотопне співвідношення комет і транснептунових об'єктів згідно з попередніми вимірюваннями не узгоджуються з дослідженнями наземної води.
Гідросфера Землі — це загальна кількість води на планеті та її розподіл. Більша частина гідросфери складається з океану, але також містить воду в атмосфері та на суші, зокрема це хмари, внутрішні моря, озера, річки та підземні води на глибині до 2000 метрів. Маса океанів становить приблизно 1,35×1018 метричних тонн або ~1/4400 від загальної маси Землі. Океани займають площу 361,1 мільйона км2 із середньою глибиною 3682 метри, що приводить до оцінкового об'єму 1,335 мільярда км3. Якби вся поверхня земної кори була на тій самій висоті, що й рівна сфера, глибина світового океану становила б 2,7—2,8 км. Близько 97,5 % води є солоною; решта 2,5 % — прісна вода. Більшість прісної води, приблизно 68,7 %, присутня у вигляді льоду в крижаних шапках і льодовиках.
У найхолодніших регіонах Землі сніг накопичується влітку та перетворюється на лід. Ці сніг і крига згодом утворюють льодовики, тіла льоду, які течуть під дією власної сили тяжіння. Льодовики можуть походити як з гір, так і з полярних регіонів. Потік льодовиків розмиває поверхню, різко змінюючи її, утворюючи U-подібні долини та інші форми рельєфу. Морський лід в Арктиці покриває територію, що за розміром приблизно як Сполучені Штати, хоча він швидко переходить в рідкий стан внаслідок зміни клімату.
Середня солоність океанів Землі становить ~35 грамів солі на кілограм морської води (3,5 % солі). Велика частина цієї солі була отримана внаслідок вулканічної діяльності або видобута з прохолодних вивержених порід. Океани також є вмістищем розчинених атмосферних газів, які потрібні для виживання багатьох водних форм життя. Морська вода має важливий вплив на світовий клімат, а океани діють як велике сховище тепла. Зрушення в розподілі температури в океані можуть спричинити значні погодні зміни, такі як Ель-Ніньйо.
Велика кількість води на поверхні Землі є неповторною особливістю, яка відрізняє її від інших планет Сонячної системи. Планети Сонячної системи зі значною атмосферою частково містять атмосферну водяну пару, але їм бракує поверхневих умов для сталої поверхневої води, як на Землі. Попри те, що на деяких супутниках присутні ознаки великих сховищ позаземної рідкої води, можливо навіть більшого об'єму, ніж земний океан, усі вони є великими водоймами під замерзлим поверхневим шаром завтовшки з кілометр.

### Атмосфера

Атмосфера Землі

Атмосфера Землі, загальна маса якої 5,15·1015 т, складається з повітря — суміші переважно азоту (78,08 %) і кисню (20,95 %), 0,93 % аргону, 0,03 % вуглекислого газу, інше — це водяна пара, а також водень, гелій, неон та інші інертні і не тільки гази. Атмосфера Землі захищає живі істоти від згубного впливу космічного випромінювання.
Атмосферний тиск на рівні моря Землі, в середньому становить 101,325 кПа. Вміст водяної пари коливається від 0,01 % до 4 %, але в середньому становить ~1 %. Хмари покривають близько двох третин поверхні Землі, більше над океанами, ніж над сушею. Висота тропосфери змінюється залежно від широти, коливаючись від 8 км на полюсах до 17 км на екваторі, з деякими відхиленнями внаслідок погодних і сезонних чинників. Лінія Кармана, яка визначається як 100 кілометрів над поверхнею землі, є загальноприйнятою межею між атмосферою та космосом.
Біосфера Землі істотно змінила власну атмосферу. Кисневий фотосинтез розвинувся 2,7 млрд років тому, утворивши переважно сучасне азотно-кисневе повітря. Ця зміна спричинила поширення аеробних організмів і, опосередковано, утворення озонового шару завдяки подальшому перетворенню атмосферного O2 на O3: O + O2 → O3. Озоновий шар затримує ультрафіолетове сонячне випромінювання, дозволяючи життя на суші. Іншими завданнями атмосфери, важливими для життя, є перенесення водяної пари, виділення газів, спалювання невеликих метеорів до того, як вони зіткнуться з поверхнею, і зниження температури. Останнє явище є парниковим ефектом: сліди молекул в атмосфері слугують для захоплення теплової енергії, що виділяється з поверхні, тим самим підвищуючи середню температуру. Водяна пара, вуглекислий газ, метан, оксид азоту й озон, є основними парниковими газами в атмосфері. Без цього явища збереження тепла, середня температура поверхні становила б −18 °C, на відміну від нинішніх +15 °C і життя на Землі, ймовірно, не існувало б у його сучасному вигляді.
Теплова енергія може збільшувати швидкість деяких частинок у верхніх шарах атмосфери, які, отже можуть уникнути гравітації Землі. Це викликає повільний, але неухильний «витік» атмосфери в космос, що називається атмосферним викидом. Оскільки незв'язаний водень має низьку молекулярну масу, він здатний легше досягти швидкості витікання і зникає у космосі з більшою швидкістю, ніж інші гази. Викид водню в космос переводить Землю з початково відновлювального стану в окиснювальний. Фотосинтез забезпечує постачання незв'язаного кисню, але втрата відновників, таких як водень, вважається потрібною умовою масового накопичення кисню в атмосфері. Тож, здатність водню залишати атмосферу Землі, могла вплинути на перебіг життя, що розвинулося на планеті.
В даний час більша частина водню перетворюється на воду, перш ніж він випаровується через багату киснем атмосферу. Водень, якому вдається витікати, утворюється здебільшого внаслідок руйнування молекул метану у верхніх шарах атмосфери.
| Назва       | Приблизна висота від поверхні | Межа з вищим шаром     |
| ----------- | ----------------------------- | ---------------------- |
| Екзосфера   | від 357 до 10000 км           | Лоносфера (з космосом) |
| Термосфера  | від 85 до 357 км              | Термопауза             |
| Мезосфера   | від 50 до 85 км               | Мезопауза              |
| Стратосфера | від 6-20 до 50 км             | Стратопауза            |
| Тропосфера  | від 0 до 18-20 км             | Тропопауза             |

### Погода і клімат

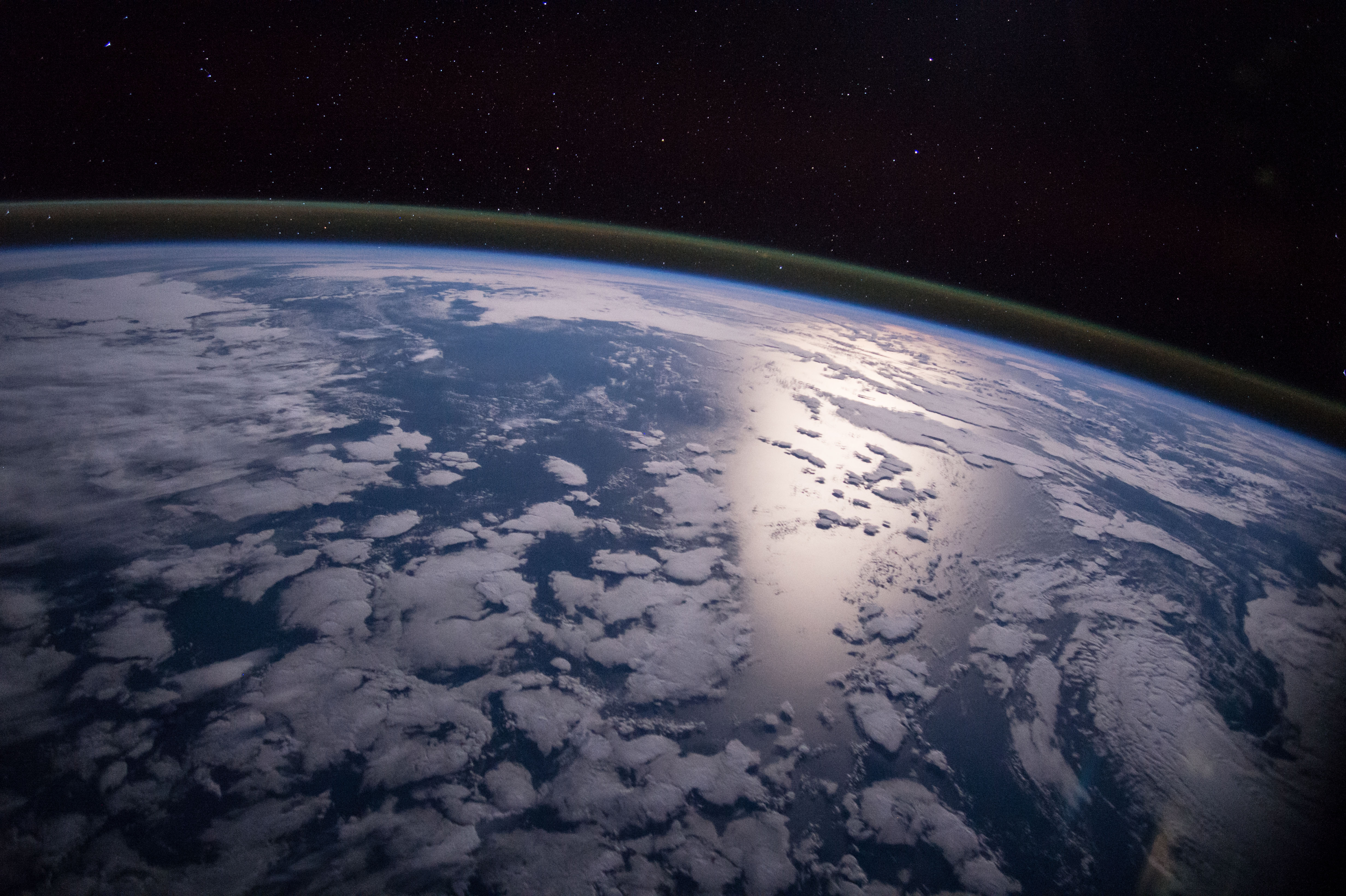
Вигляд Землі з видимими шарами атмосфери: тропосфера з тінями які відкидають хмари, та смуга стратосферного блакитного неба на обрії, а над нею лінія зеленого світіння нижньої термосфери на висоті 100 км біля краю космосу

У тропосфері, нижньому шарі атмосфери Землі, відбуваються явища, що визначають погоду. Внаслідок нерівномірного нагрівання поверхні Землі сонячним випроміненням у тропосфері безперестанно проходить циркуляція великих мас повітря. Основними повітряними течіями в атмосфері Землі є пасати в смузі до 30° обабіч екватора та західні вітри помірного поясу в смузі від 30° до 60°. Окремою причиною перенесення тепла, є наявність системи океанічних течій.
Окремою причиною перенесення тепла є система океанічних течій. Іншими чинниками, які впливають на погоду певної місцевості, є її близькість до океанів, океанічна та атмосферна циркуляція та топологія. Місця поблизу океанів зазвичай мають холодніше літо та теплішу зиму через те, що океани можуть накопичувати велику кількість тепла. Вітер переносить холод або тепло океану на сушу. Атмосферний колообіг також відіграє важливу роль: наприклад, у США Сан-Франциско та Вашингтон є прибережними містами приблизно на одній широті, але клімат Сан-Франциско значно помірніший, оскільки переважний напрямок вітру — з моря на сушу. Температура знижується з висотою, через що гірські місцевості холодніші, ніж низовини.
Вода здійснює на поверхні землі постійний колообіг. Випаровуючись із поверхні вод та суходолу, за сприятливих умов водяна пара здіймається вгору в атмосфері, що призводить до утворення хмар. Вода повертається на поверхню землі у вигляді атмосферних опадів і стікає до морів і океанів системою річок.
Земля отримує 1361 Вт/м² сонячного випромінювання. Кількість сонячної енергії, яку отримує поверхня Землі, зменшується зі зростанням широти. Чим далі від екватора, тим менший кут падіння сонячних променів на поверхню, і тим більша відстань, яку повинен пройти промінь в атмосфері. Внаслідок цього середньорічна температура на рівні моря зменшується приблизно на 0,4 °C на один градус широти. Поверхню Землі поділяють на широтні пояси з приблизно однаковим кліматом: тропічний, субтропічний, помірний та полярний. Класифікація кліматів залежить від температури та кількості опадів. Найбільше визнання здобула класифікація кліматів Кеппена. Система Кеппена оцінює регіони на основі спостережуваної температури й опадів.
Найбільша температура поверхні суходолу — 56,7 °C в Долині Смерті, що знаходиться у Північній Америці, найменша — близько −93,2 °C поблизу станії «Куполі Фудзі» в Антарктиді.

## Історія

### Історія утворення

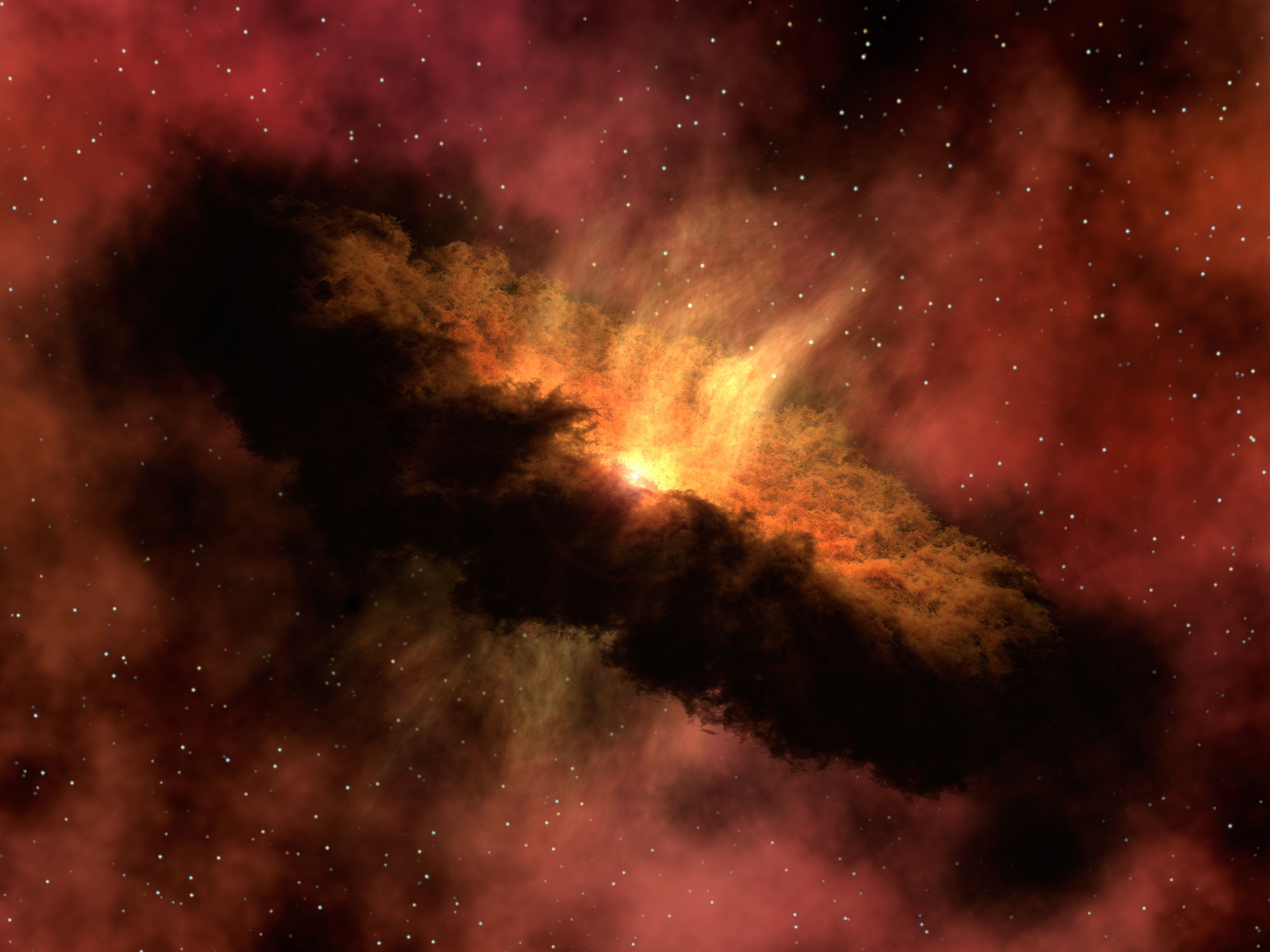
Уявлення художника про протопланетний диск ранньої Сонячної системи, з якого утворилася Земля та інші тіла Сонячної системи

Анімація поділу Пангеї (надконтинента)

Планета Земля утворилася ~4,6 мільярда років тому з газо-пилової хмари. ЇЇ утворення через акрецію тривало 10—20 млн років. Спочатку вона була майже цілком розплавленою, але поступово охолола, і на її поверхні утворилася вода.

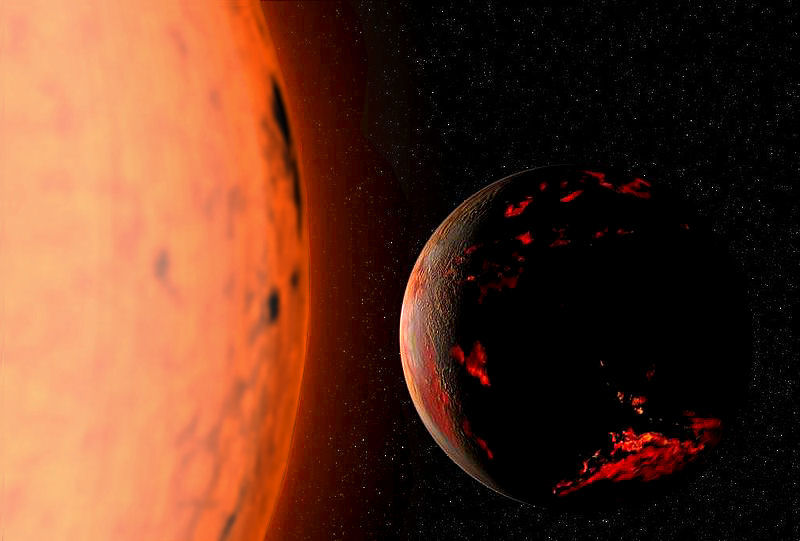
Показ випаленої Землі (припущення) після того, як Сонце увійшло у фазу червоного гіганта, приблизно через 5–7 мільярдів років

Незабаром після утворення Землі виник Місяць. Одна з сучасних теорій появи єдиного природного супутника Землі стверджує, що це відбулося внаслідок зіткнення з небесним тілом під назвою Тея. Згідно з результатами комп'ютерного моделювання 2023 року, залишки Теї досі можуть перебувати всередині Землі. Незадовго після цього Земля зазнавала масових зіткнень з астероїдами, відомих під загальною назвою — пізнє важке бомбардування, що відбувалося ~4 млрд років тому.
Після цього Земля почала розшаровуватися на ядро та мантію. Найважчі елементи, особливо залізо, опускалися до центру тяжіння Землі. Легкі елементи, перш за все кисень, кремній і алюміній, піднялися догори й утворили переважно силікатні мінерали, які також є породами земної кори. Оскільки Земля складається здебільшого із заліза та силікатів, вона, як і всі планети земної групи, має досить високу середню густину 5513 г/см³.
У той період світність Сонця була на 30 % меншою від сучасної. Приблизно 3,5 млрд років тому виникло магнітне поле Землі, яке почало захищати її атмосферу від сонячного вітру.

Хоч вік Землі й становить 4,6 мільярда років, геологічна активність ускладнює збереження порід з великим віком, а вік найдавніших знайдених гірських порід становить 4,28 млрд років. Геологічна історія Землі поділяється на два етапи: докембрій, що тривав приблизно від 4,6 млрд до 541 млн років тому, і фанерозой, що триває останні 541 млн років. Життя з'явилося на Землі приблизно 3,5 млрд років тому, а в період приблизно від 2,7 до 2,2 млрд років тому на Землі виникли фотосинтезуючі бактерії. Внаслідок фотосинтезу цих організмів змінився склад атмосфери Землі, вони збагатили її киснем, через це сталася киснева катастрофа, під час якої великий відсоток всіх живих створінь загинув, але це обумовило можливість для розвитку аеробних істот.

### Майбутнє планети
Приблизно через 6 млрд років Сонце перейде до етапу червоного гіганта, що означатиме збільшення зорі шляхом розширення зовнішнього шару газу через надлишок тепла, виробленого всередині. Наприкінці фази червоного гіганта вже і так збільшене Сонце викидатиме сплески зі свого зовнішнього шару. У цій фазі Сонце поглине Меркурій та Венеру, доля Землі все ще залишається невизначеною. Але на той момент Земля вже давно не буде придатною для життя. Непередбачуваним чинником є постійний вплив технологій, впроваджених людьми (наприклад, кліматична інженерія). Нинішнє голоценове вимирання викликане технологіями, і наслідки можуть тривати до п'яти мільйонів років. Водночас технології можуть призвести до вимирання людства, в підсумку чого планета поступово повернеться до повільніших темпів еволюції, обумовлених винятково довгостроковими природними процесами.
Через проміжки часу в сотні мільйонів років, випадкові небесні явища представляють величезний ризик для біосфери. Удари комет та астероїдів або вибух наднової, у межах 100 світлових років від Сонця, можуть призвести до масових вимирань. Теорія Міланковича передбачує, що на планеті будуть тривати льодовикові періоди, у всякому разі, поки не закінчиться четвертинне зледеніння. Ці періоди викликані змінами ексцентриситету, нахилу осі та прецесії орбіти Землі. У межах циклу суперконтиненту який триває, тектоніка плит, ймовірно, призведе до утворення суперконтиненту через 250—350 мільйонів років. Припускається, що за деякий час — в наступні 1,5–4,5 мільярда років, нахил осі Землі може почати піддаватися безладним перемінам зі зміною нахилу осі до 90°.

## Супутники

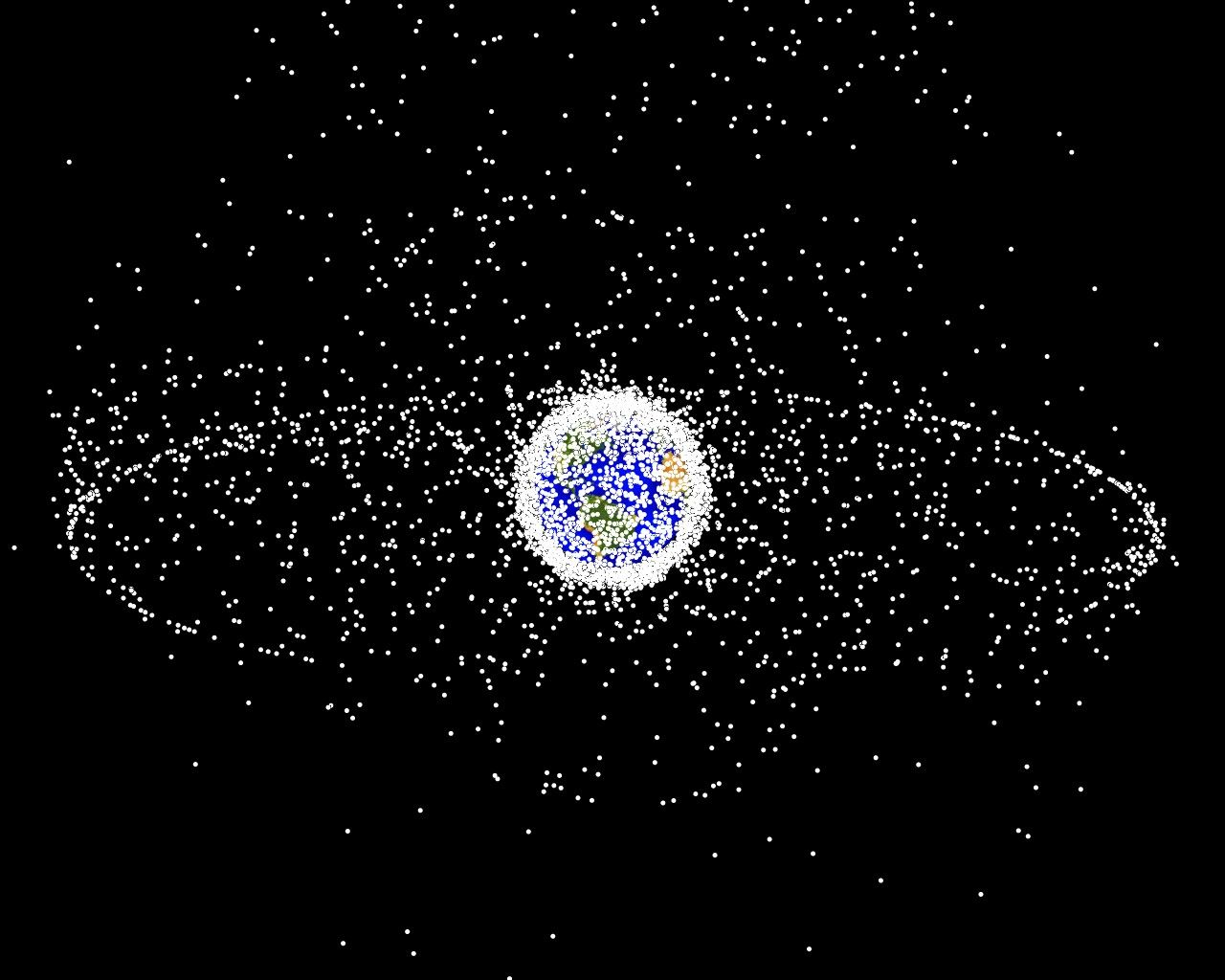
Комп'ютерне зображення, що представляє скупчення штучних супутників і космічного сміття навколо Землі на геосинхронній і низькій навколоземній орбіті

### Система Земля — Місяць

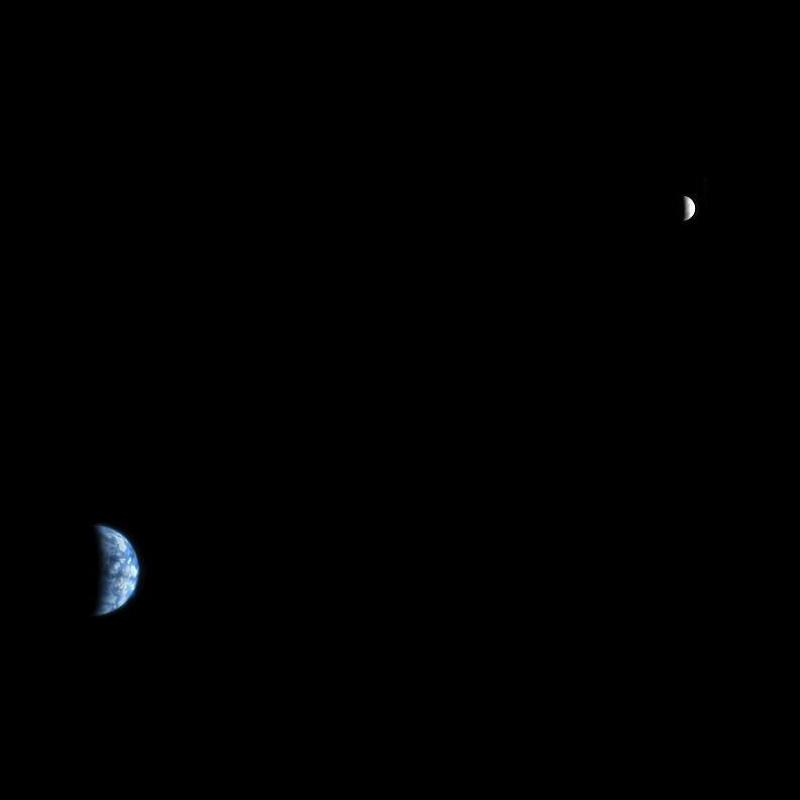
Система Земля-Місяць, видима Марса

Місяць — це єдиний великий природний супутник Землі, радіус якого становить тобто 1736 км, тобто приблизно чверть радіуса планети. Це найбільший супутник у Сонячній системі відносно розміру його планети. Найпоширеніша теорія походження Місяця, модель ударного формування Місяця, стверджує, що він утворився внаслідок зіткнення протопланети розміром з Марс під назвою Тея, з ранньою Землею. Це припущення також пояснює відносну нестачу на Місяці заліза та летючих елементів і те, що склад його ґрунту подібний до складу земної кори.
Місяць та Земля обертаються навколо барицентру кожні 27,32 дня відносно сталих зір. Цей проміжок часу має назву «сидеричний місяць». У поєднанні із загальною орбітою системи Земля-Місяць навколо Сонця період синодичного місяця, від молодика до молодика, становить 29,53 дня. З точки огляду небесного північного полюса, рух Землі, Місяця та їхнє осьове обертання відбуваються проти годинникової стрілки. З точки огляду над Сонцем та північними полюсами Землі, Земля обертається навколо Сонця проти годинникової стрілки. Орбітальна та осьова площини не точно вирівняні: вісь Землі нахилена приблизно на 23,44 градуса від перпендикуляра до площини Земля-Сонце (екліптики), а площина Земля-Місяць нахилена до ±5,1 градуса відносно площини Земля-Сонце. Без цього нахилу затемнення відбувалося б кожні два тижні, чергуючись між місячними затемненнями та сонячними затемненнями.
Гравітаційне тяжіння між Землею та Місяцем викликає припливи на Землі. Той самий вплив на Місяць призвів до його приливного захоплення: його період обертання навколо осі, дорівнює часу, потрібному для обертання навколо Землі. У підсумку, він завжди повернений до планети тим самим боком. Коли Місяць обертається навколо Землі, різні частини його видимого боку освітлюються Сонцем, що обумовлює місячні фази. Завдяки їхній приливній взаємодії, Місяць віддаляється від Землі зі швидкістю ~38 мм/рік. Протягом мільйонів років ці малі доданки — і подовження земної доби приблизно на 23 мкс/рік — призводять до значних змін. Наприклад, у часи едіакарію (~620 млн років тому) у році було 400 ±7 днів, кожен з яких тривав 21,9 ±0,4 години.
Місяць міг значно вплинути на розвиток життя, пом'якшивши клімат планети. Палеонтологічні дані та комп'ютерне моделювання показують, що нахил осі Землі усталюється приливними взаємодіями з Місяцем. Деякі науковці вважають, що без цієї стабілізації вісь обертання могла б змінюватися, як у випадку з Марсом.
Якщо дивитися із Землі, то Місяць перебуває достатньо далеко, щоби мати майже такий же видимий розмір диска, як Сонце. Кутовий розмір цих двох тіл збігається завдяки тому, що, хоча діаметр Сонця приблизно в 400 разів більший, ніж діаметр Місяця, воно також у 400 разів більше віддалено. Це дозволяє повним сонячним затемненням відбуватися на Землі.

### Тимчасові супутники
Комп'ютерні моделі, розроблені сучасними астрофізиками Мікаелем Гранвіком та іншими, припускають, що «тимчасові супутники» мають бути досить поширеними поблизу нашої планети та що «в усі часи повинен бути принаймні один природний супутник діаметром 1 метр на орбіті навколо Землі». Ці космічні тіла залишатимуться на орбіті в середньому десять місяців, перед тим як повернутися на сонячну орбіту.
Сімейство коорбітальних астероїдів Землі складається з квазісупутників, об'єктів з підковоподібною орбітою та троянців. Станом на 2023 рік було відомо 7 квазісупутників Землі: Cardea 2004 GU9, (277810) 2006 FV35, 2013 LX28, 2014 OL339, 469219 Камооалева, 2020 PP1, 2023 FW13.

### Штучні супутники
4 жовтня 1957 року, Радянський Союз успішно запустив перший у світі штучний супутник «Супутник I», який облетів Землю за 98 хвилин. Станом на 2021 рік, близько 7940 штучних супутників виведено на низьку навколоземну орбіту. Супутники на навколоземній орбіті надають дані про хмари, океани, суходіл та льодовики. Вони також вимірюють гази в атмосфері, такі як озон і вуглекислий газ, і кількість енергії, яку поглинає і виділяє Земля, відстежують лісові пожежі та вулканічну активність.
У Землі є два штучні супутники на яких перебувають люди: Міжнародна космічна станція (МКС) та Китайська космічна станція (ККС), МКС є найбільшим штучним супутником Землі.

## Життя

### Еволюція життя

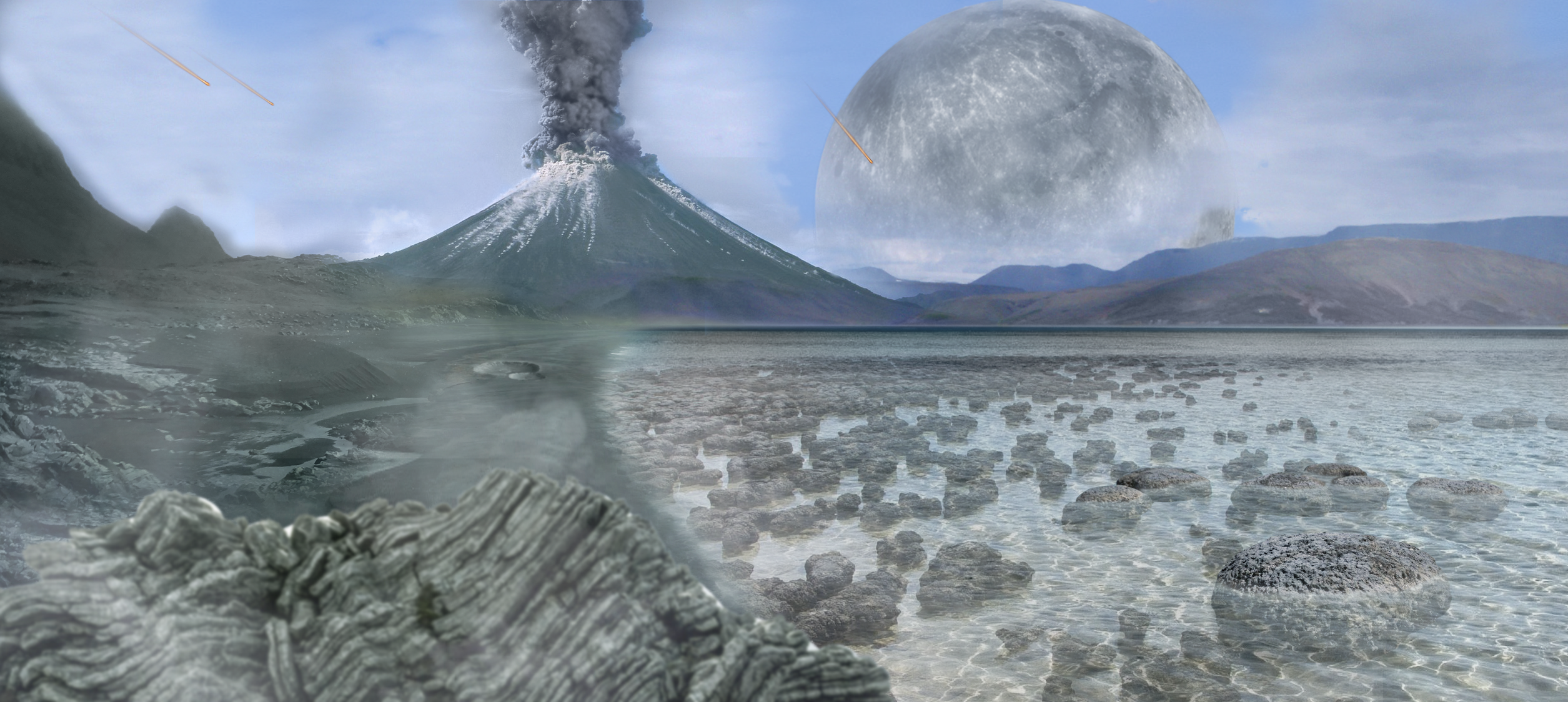
Уявлення художника про архейський еон після утворення Землі, з наявними округлими строматолітами, які є першими формами життя, що виробляли кисень, та з'явилися мільярди років тому. Після пізнього важкого космічного бомбардування земна кора охолола, її багата водою безплідна поверхня позначена континентами та вулканами, а Місяць все ще обертається навколо Землі набагато ближче, ніж сьогодні (2020), створюючи потужні припливи

Хімічні реакції призвели до появи перших самовідтворюваних молекул приблизно чотири мільярди років тому. Серед найдавніших скам'янілостей, що свідчать про існування життя — скам'янілості мікробних матів, знайдені в пісковику віком 3,48 мільярда років у Західній Австралії, біогенний графіт, виявлений у мета-осадових породах віком 3,7 мільярда років у Західній Гренландії, а також залишки біотичного матеріалу, котрий знайдений у скелях віком 4,1 мільярда років, у Західній Австралії. Найдавніші прямі докази життя на Землі містяться в австралійських породах віком 3,45 мільярда років, які засвідчують скам'янілості мікроорганізмів. Приблизно через пів мільярда років після виникнення життя існував останній спільний предок усього нинішнього життя. Потім поступовий розвиток фотосинтезу дозволив збирати енергію Сонця безпосередньо формами життя. Отриманий молекулярний кисень (O2) накопичувався в атмосфері та завдяки взаємодії з ультрафіолетовим сонячним випромінюванням утворював захисний озоновий шар (O3) у верхніх шарах атмосфери. Після цього з'явилися еукаріоти, точний час їхньої появи ще не визначили, але найдавнішим підтвердженим скам'янілостям приблизно 1,6 мільярда років, а деяким сумнівним 2,2 мільярда років, згідно з ендосимбіотичною теорією вони з'явилися з окремих внутрішньоклітинних бактерій-симбіонтів, що стали невіддільною частиною клітини через збільшення ступеня взаємної залежності. Після цього утворилися багатоклітинні організми через те, що клітини всередині колоній ставали все більш вузько-направленими. Завдяки поглинанню шкідливого ультрафіолетового випромінювання озоновим шаром, життя з'явилося на поверхні Землі.
Протягом неопротерозою, останньої ери докембрію, на деякий час (850—630 млн років тому) велика частина Землі могла бути вкрита льодом. Це припущення (гіпотезу) назвали «Земля-сніжка», під кінець ймовірного зледеніння утворилася едіакарська біота, яка є першою відносно розвиненою біотою Землі. Приблизно 540 млн років тому сталася раптова поява великої кількості досить розвинутих та різноманітних істот (кембрійському вибуху), коли багатоклітинні форми життя значно ускладнилися. Після цього починається фанерозой або епоха явного життя. В ордовику починається вихід звичних нам організмів на суходіл: перші сучасні мохи, вищі спорові з'являються на суходолі 485—445 млн років тому, судинні рослини з'являються на суходолі у силурійському періоді, що дає змогу першим тваринам (павукоподібним, багатоніжкам та ракоподібним) вийти з води. Між ордовиком та силуром стається перше масове вимирання з «великої п'ятірки». Також в силурі з'являються перші щелепні риби. Після силуру настає девон, в ньому з'являються перші плауни, хвощі, папороті і насінні рослини, також в девоні досягають розквіту риби, у девоні жили панцирні риби, наприклад, дунклеостей. В девоні з'являються перші земноводні. Девон закінчився масовим девонським вимиранням, яке знищило ~19 % родин. Після цього почався карбон або кам'яновугільний період, у цьому періоді найвищий рівень кисню в атмосфері Землі за увесь час її існування, а також під час всього періоду простежувалась велика вологість та тепло. Це дало поштовх земноводним, які досягли розквіту в цьому періоді. Також в карбоні з'явилися рептилії, які у наступному, пермському періоді, витіснили амфібій через велике скорочення кількості боліт. У пермському періоді досягли розквіту голонасінні та синапсиди. Пермський період закінчився масовим пермським вимиранням, яке стало найбільшим серед «Великої п'ятірки», тоді загинуло 96 % усіх морських видів і 70 % наземних видів хребетних. Після цього настав мезозой, який поділяється на 3 періоди: тріас, юра, крейда. Під час усього мезозою домінували архозаври, у тріасі з'являються ссавці, а у крейді розквіту досягають квіткові рослини та комахи, які запилюють їх. Мезозой закінчився крейдово-палеогеновим вимиранням, під час якого вимерли всі непташині динозаври й після якого на суходолі запанували ссавці.
Кілька мільйонів років тому вид африканських мавп (ardipithecus ramidus) адаптувався до ходьби на двох кінцівках. Це полегшувало використання різноманітних знарядь і сприяло спілкуванню, яке натомість забезпечувало харчування та подальше спонукання, необхідні для збільшення мозку, що привело до появи та розвою людини. Розвиток сільського господарства, а згодом і цивілізації, призвів до того, що люди здійснили вплив на Землю, а також на природу та велику кількість інших форм життя, що триває й донині.
Рід людина, до якого належить анатомічно сучасна людина, існує близько 200 000 років. 2017 року з'явилось припущення, що цей рід існує набагато довше, коли команда з Інституту еволюційної антропології Макса Планка виявила колекцію зразків, яка складалася з фрагментів черепа і кісток щелепи, а також кам'яних знарядь праці, які датувалися приблизно в 315 000 років. Однак це припущення не є загальноприйнятим серед палеонтологів. До винаходу рослинництва і тваринництва на Близькому Сході (бл. XI тис. до н. е.), в Китаї (~ VIII тис. до н. е.) і на Мексиканській низовині (~ VI тис. до н. е.) люди жили винятково як мисливці та збирачі. Після цієї неолітичної революції, у міру поширення цивілізацій, культурні рослини та тварини, виведені людиною, дедалі більше витісняли дикі рослини та тварин. Починаючи з промислової революції, люди дедалі більше впливають на зовнішній вигляд і розвиток Землі: великі терени землі перетворюються на промислові та транспортні зони.
Поточний процес вимирання, що охоплює численні родини рослин і тварин, включаючи ссавців, птахів, рептилій, земноводних, риб і безхребетних, впливаючи як на наземні, так і на морські види, називають голоценовим вимиранням, також відоме як шосте масове вимирання. Воно приблизно триває останні 11 700 років. Багато вимирань, що були за історію існування Землі не задокументовані, оскільки види часто залишаються невідкритими до їх вимирання. Поточні темпи вимирання оцінюються в 100–1000 разів вищими, ніж природні фонові темпи вимирання і прискорюються. Широкомасштабна деградація регіонів вираженого біорізноманіття, таких як коралові рифи та тропічні ліси, посилила кризу. За останні 100–200 років втрата біорізноманіття досягла такого рівня, що деякі біологи-природоохоронці тепер вважають, що людська діяльність спровокувала масове вимирання.

### Біосфера

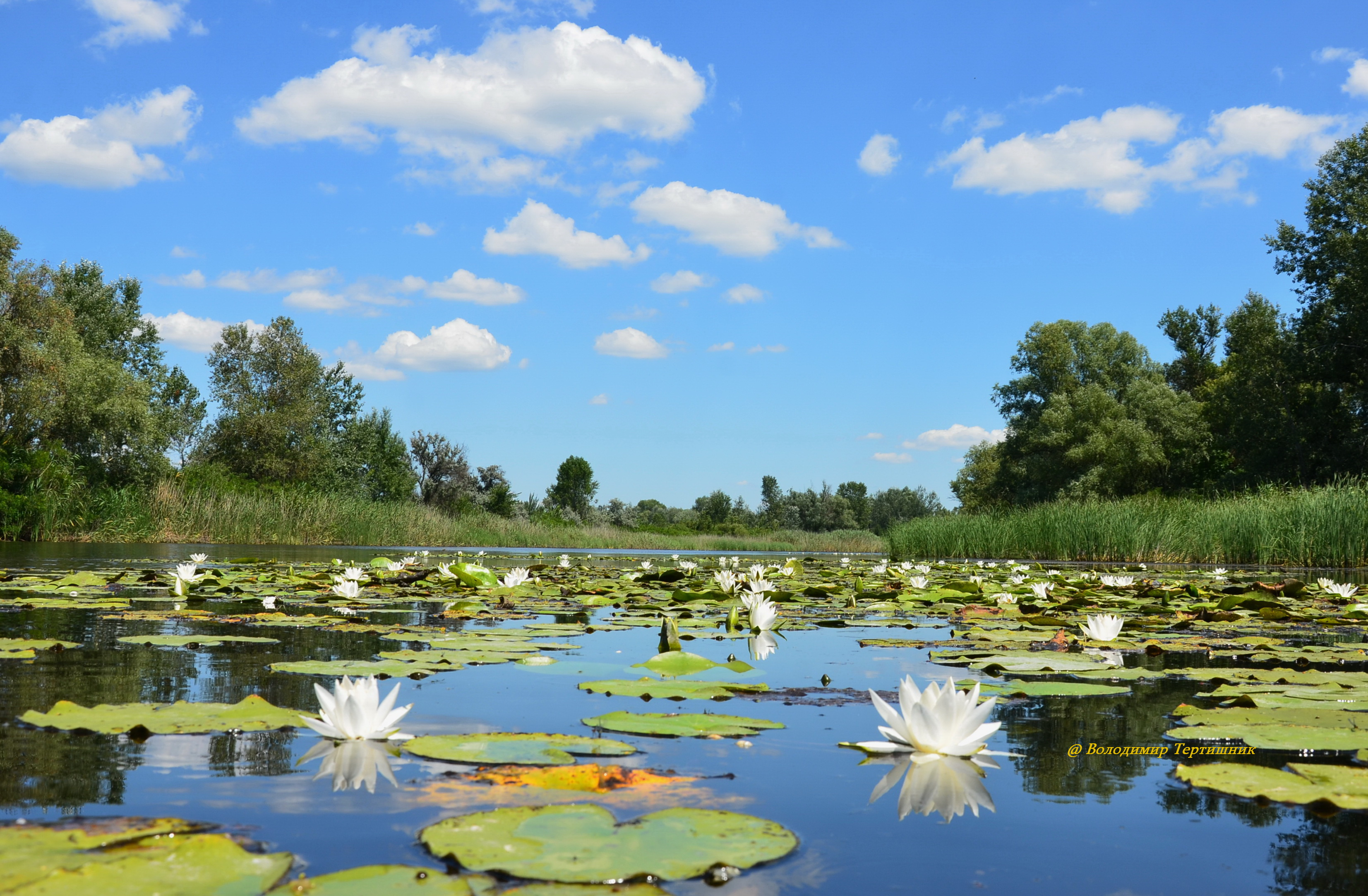
Три сфери: літосфера, гідросфера й атмосфера

Біосфера це шар з усіма живими організмами та середовищами їхнього проживання. Вона поділяється на три зони з життям на Землі: літосферу, гідросферу та атмосферу, які також взаємодіють одна з одною. Поява життя на Землі оцінюється щонайменше датою 3,5 млрд років тому, як точки відліку еволюції біосфери. Понад те, час появи останнього універсального загального предка оцінюється між 3,5 і 3,8 млрд років тому. Водночас ~99 % видів, які колись жили Землі, нині вимерли.
Біосфера поділяється приблизно на п'ятнадцять біомів, населених подібними групами рослин та тварин. Це сукупність екосистем, притаманних для біогеографічної області та названих за переважними в ній та пристосованими до неї видами рослинності та тварин. Здебільшого вони розподілені відмінностями стосовно широти, висоти над рівнем моря чи вологості. Деякі наземні біоми, розташовані за арктичним і антарктичним колами (наприклад, тундра), на великих висотах або в дуже посушливих місцевостях, відносно позбавлені тваринного і рослинного світу, тоді як біорізноманіття найбільш властиво тропічним лісам.

### Екологія та ризики
Антропогенні зміни, мали явно поганий вплив у деяких регіонах світу, вже на початку сучасної ери: наприклад, у Центральній Європі з XVI століття спостерігалася різка нестача деревини, до чого спричинилося значне вирубування лісів. Це стало поштовхом до перших великих рухів у Європі та Північній Америці за захист довкілля та збереження природи у XVIII та XIX століттях. Забруднення та руйнування у велетенських розмірах, швидко зросли у XX столітті. Взаємозв'язки, що лежать в основі цього, були вперше всебічно показані в дослідженні «Межі зростання» 1972 року. Міжнародний день захисту навколишнього середовища відзначається 22 квітня з 1990 року і називається Днем Землі. 1992 року, з'явилося перше «Попередження всесвітньої наукової спільноти людству» про термінове зменшення шкідливого впливу на Землю.
Нове явище, що дедалі більше справляє могутній вплив на біосферу та навіть геосферу — діяльність людства. Людина розумна з'явилася внаслідок еволюції 200 тисяч років тому. Відповідно, впродовж розвитку біосфери вирізняють утворення та подальший розвиток ноосфери. Висока стрімкість приросту населення Землі (чисельність земного населення становила 275 млн у 1000 році, 1,65 млрд осіб 1900 року і понад 8 млрд осіб 2024 року) та посилення впливу людського суспільства на природне середовище, висунули питання бережного використання всіх природних ресурсів й охорони природи.
Вважається, що знімки Землі, зроблені з космосу, особливо під час програми «Аполлон», викликали усвідомлення розмірів впливу діяльності людства на довкілля Землі. Завдяки науці, особливо спостереженням за Землею, люди почали вживати заходів щодо розв'язання екологічних проблем у всьому світі, визнаючи вплив людини та взаємозв'язок із середовищем Землі.

#### Забрудення повітря
Дані ВООЗ показують, що майже все населення планети (99%) дихає повітрям, яке перевищує рекомендовані межі ВООЗ і містить високий рівень забруднюючих речовин. Забруднення повітря як у містах, так і в сільській місцевості спричиняє утворення дрібних твердих частинок, які призводять до інсультів, серцевих захворювань, раку легень, гострих і хронічних респіраторних захворювань. 
Викиди від спалювання викопного палива в середніх регіонах США і Канади випадають у вигляді кислотних дощів у східних регіонах цих країн, а кислотні дощі в Норвегії надходять в основному з промислових районів Великобританії і континентальної Європи. Міжнародний масштаб проблеми призвів до підписання міжнародних угод про обмеження викидів сірки та оксидів азоту. Ще однією глобальною проблемою, викликаною забрудненням повітря, є руйнування озонового шару в стратосфері. На висотах понад 12 км від землі озон відіграє вирішальну роль у поглинанні і блокуванні ультрафіолетового випромінювання від Сонця. У 1985 році було виявлено, що велика «озонова діра», збіднена озоновим шаром, присутня щороку в період з серпня по листопад над Антарктидою. Розмір цього отвору збільшувався за рахунок наявності в атмосфері хлорфторвуглеводнів, що надходять з аерозольних балончиків, холодильників, промислових розчинників та інших джерел і транспортуються до Антарктиди через циркуляцію атмосфери. Вже в 1978 році в США було заборонено використання фреонів в якості палива в аерозольних балончиках. Згодом їх використання було обмежено в ряді інших країн. У 1987 році представники більш ніж 45 країн підписали Монреальський протокол, погодившись накласти суворі обмеження на виробництво фреонів. Ефективність цього законодавства та глобальних зусиль можна спостерігати у відновленні озонового шару. 2019 року вчені зафіксували значне зменшення озонової діри над Антарктидою з 1982 року. 

#### Глобальне потепління

Зміщення кліматичних зон за найгіршим сценарієм

Одним із найбільш значних впливів забруднення повітря є зміна клімату, зокрема глобальне потепління. Глобальне потепління — це довготривале нагрівання поверхні Землі, яке спостерігається з доіндустріального періоду (1850—1900) через діяльність людини, насамперед спалювання викопного палива, що підвищує рівень парникових газів в атмосфері Землі, що утримують тепло. Через зріст світового споживання викопного палива рівень вуглекислого газу в атмосфері стрімко зростає з 1900 року, і темпи його зростання прискорюються. Якщо рівень вуглекислого газу не знизиться, середня глобальна температура повітря може піднятися ще на 4 °C до кінця 21 століття. Таке потепління може спричинити танення полярних крижаних шапок, підвищення рівня моря та затоплення прибережних районів світу. Зміни в характері опадів, викликані глобальним потеплінням, можуть мати негативний вплив на сільське господарство та лісові екосистеми, а вищі температури та вологість можуть збільшити захворюваність людей і тварин у деяких частинах світу. Укладання міжнародних угод щодо скорочення викидів парникових газів необхідне для захисту глобальної якості повітря та пом'якшення наслідків глобального потепління.
Уклавши Паризьку кліматичну угоду, країни зобов'язалися значно зменшити викиди вуглекислого газу, щоб в подальшому зберігати середню температуру якомога меншою, ніж на 2 °C більше за доіндустріальний рівень, та намагатися обмежити її 1,5 °C. Проте вже у 2015, 2016, 2023 та 2024 роках середня температура досягла на 1,5 °C більше за доіндустріальний рівень. Проте, це не означає, що людство не змогло досягти своєї цілі, адже в масштабі місяців та років середня температура справді може коливатися, натомість для визначення глобального потепління використовуються дані за десятиліття. Останнє десятиліття стало найспекотнішим із задокументованих в історії, середня температура досягла 1,5 °C. У дослідженні 2009 року Потсдамським інститутом клімату доведено, що до 2050 року повинно викидатися не більше 565 гігатонн CO2, щоби мати чотири з п'яти нагод, не перевищити доленосну позначку 2 °C. Натомість спалювання всіх розвіданих запасів нафти, вугілля та газу на планеті, призведе до викиду 2795 гігатонн CO2, тобто вп'ятеро більше. Отже, згідно з цими даними, не варто видобувати 80 % поточних запасів горючих корисних копалин.

#### Знеліснення
Деякі втрати лісів сталися ще до початку осілого сільського господарства, приблизно 10 000 років тому, але лише в останні десятиліття з'явилася достовірна інформація про темпи вирубки лісів. Приблизно до 1950 року більша частина вирубки лісів відбувалася в помірних зонах Європи, Росії, Китаю, Північної Америки та Австралії, оскільки сільськогосподарські угіддя в цих регіонах розширювалися. З часів європейської колонізації Північної Америки, майже всю територію було вирубано, принаймні один раз. На відміну від вирубки лісів 19-го та початку 20-го століття в помірних зонах світу, вирубка лісів в тропіках почалася лише після 1950 року, досягнувши темпів в 12 мільйонів гектарів на рік в 1990-х роках. У 21 столітті темпи незначно сповільнилися. Вирубка лісів певною мірою компенсується збільшенням посадок лісів та плантацій, зокрема, у Бразилії, Індії та В'єтнамі.
Коли ліси спалюються, їхній вуглець повертається в атмосферу у вигляді вуглекислого газу, який може змінити глобальний клімат. Крім того, більша частина цінного біорізноманіття планети знаходиться в лісах. Вологі тропічні ліси мають найбільшу концентрацію видів тварин і рослин серед усіх наземних екосистем. Знеліснення може спричинити вимирання великої кількості цих видів.

### Людська географія

Складане зображення Землі вночі, зроблене Suomi NPP 2016 року

Щільність населення значно різниться в усьому світі: ~60 % мешкають в Азії, особливо в Китаї та Індії, що становить 35 % населення світу, порівняно з менш ніж 1 % в Океанії. Водночас ~56 % населення світу перебуває в міських, а не в сільських місцевостях. 2018 року, за даними ООН, трьома найбільшими містами світу (рівня мегаполіса) були Токіо (37 млн мешканців), Делі (29 млн) та Шанхай (26 млн).
Взаємодія між живими істотами та кліматом, нині досягла нового рівня через збільшуваний вплив людини. Тоді як 1920 року на Землі мешкало близько 1,8 мільярда людей, населення світу зросло майже до 6,7 мільярда до 2008 року, та приблизно до 8,0 мільярдів до 2022 року. За проміжок з 2015 по 2020 рік, Організація Об'єднаних Націй нараховувала приріст населення приблизно на 78 мільйонів осіб щороку 2022 року перевищено позначку у вісім мільярдів людей. ООН очікує ~9,7 мільярда людей на 2050 рік, та 10,9 мільярда людей станом на 2100 рік. Очікується, що в осяжному майбутньому в країнах що розвиваються, триватиме значне збільшення населення, тоді як у багатьох високорозвинених країнах, чисельність населення зменшуватиметься або зростатиме дуже повільно, та все ж їхній промисловий вплив на природу зростатиме.
Приблизно одна п'ята частини Землі є придатною для використання людиною. 68 % виниклих земель, розташовані в північній півкулі, і там мешкає 90 % людей. Найпівнічніше постійне людське поселення це Алерт на острові Елсмір в Канаді (82°28′ пн. ш.), а найпівденніше — на антарктичній базі Амундсен-Скотт в Антарктиді (89°59′ пд.ш.).

### Адміністративний стан Землі

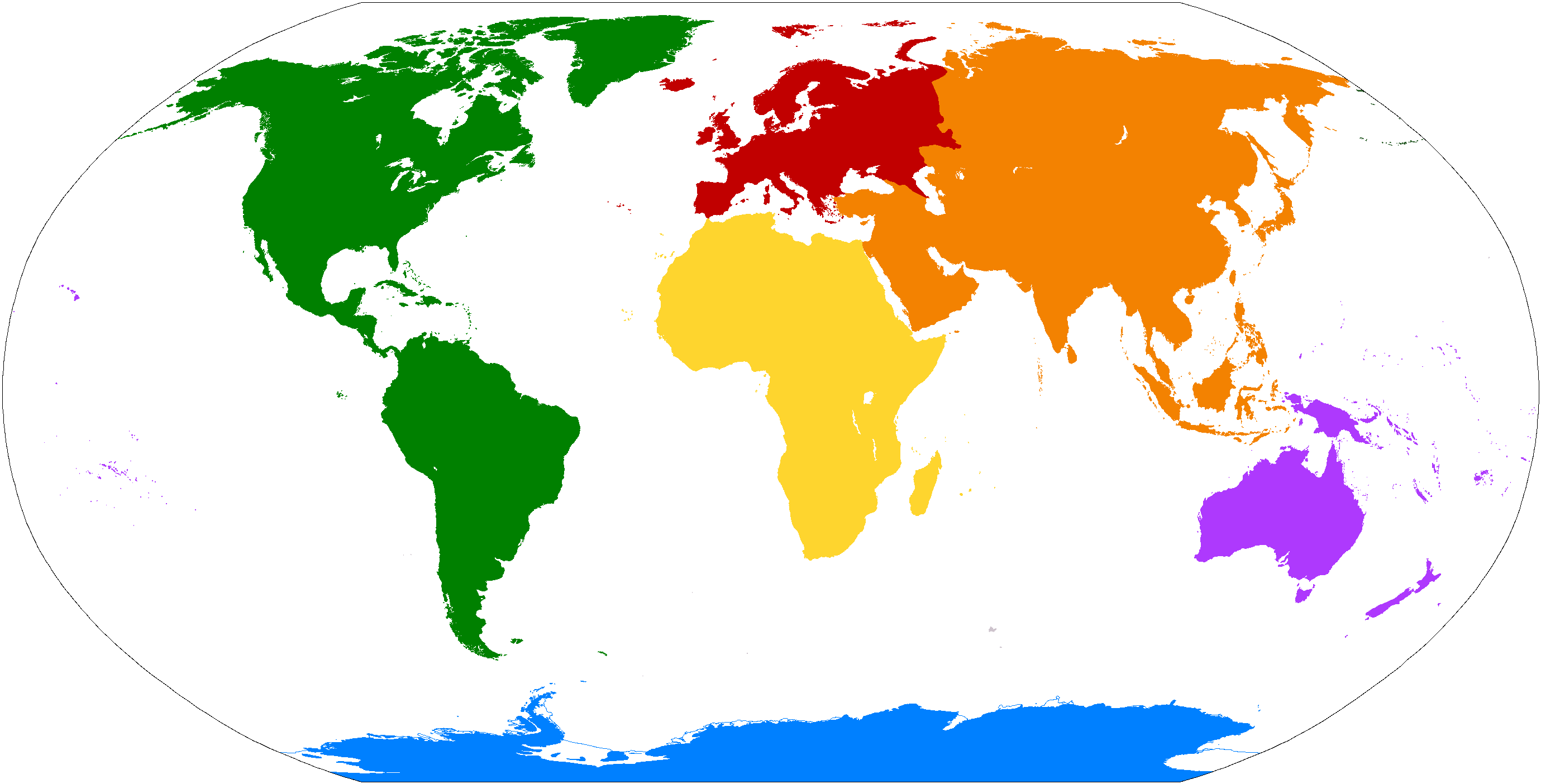
Частини світу:
Америка
Європа
Азія
Африка
Австралія
Антарктида

Організація Об'єднаних Націй (ООН) — міжнародна організація, створена заради мирного розв'язання суперечок між державами. Організація Об'єднаних Націй насамперед, є майданчиком для дипломатії та гласного міжнародного права. У разі досягнення згоди між різними учасниками організації, насамперед членами Ради Безпеки, там можна ухвалити збройну операцію задля досягнення миру у певній місцевості.
1 грудня 1959 року було підписано Договір про Антарктиду, який передбачає демілітарізацію цього континенту, встановлення свободи досліджень, відтермінування територіальних претензій.
Всі землі, за винятком Землі Мері Берд в Антарктиді та Бір-Тавіль в Африці, які належать до terra nullius, знаходяться під суверенітетом держав. Станом на 2020 рік, Організація Об'єднаних Націй визнавала 197 держав, зокрема 193 держави-члени та 2 держави-спостерігачі Генеральної Асамблеї ООН.. Всесвітня книга фактів, зі свого боку, налічує 195 країн та 72 території з обмеженим суверенітетом або автономними утвореннями. Зокрема до територій з обмеженим визнанням належать Косово (визнане понад 100 членами ООН), Західна Сахара (визнана 44 членами ООН), Тайвань (визнаний 13 членами ООН). Історично у Землі ніколи не було загальнопланетарного суверенітету, хоча багато країн намагалися досягти глобального панування, але зазнали невдачі.

## Розвиток уявлень про Землю
Упродовж історії людство по-різному уявляло Землю. Міфологічні та релігійні уявлення різнились залежно від культури та історичного періоду. До появи наукового методу неміфологічне розуміння Землі будувалось на спостереженнях і філософських міркуваннях. З розвитком знань про планету, почали виділяти окремі науки про Землю. Система наук, що вивчає географічну оболонку Землі називається географія. До неї відносять безліч географічних наук, такі як: геологія, яка вивчає тверду оболонку Землі, геодезія — фігуру, розміри та зовнішнє гравітаційне поле Землі, геофізика — фізичні властивості планети, гідрологія — процеси та явища природніх вод, метеорологія — земну атмосферу, океанографія — світовий океан, кліматологія — клімат. Ці науки своєю чергою поділяються на низку інших наук.
Завдяки науковим досягненням за останні десятиліття, з'явилась можливість отримати кращу картину Землі, дивлячись на неї з мікро- та макроперспективи, наприклад, розрізняючи окремі атоми в мінералах або спостерігаючи за дрейфом континентів і зростанням гір. Ключовими об'єктами вивчення планети у 21 столліті є: походження та еволюція Землі, особливо у перші 500 млн років її існування, які є вирішальними для розуміння формування супутника та планетарної еволюції; визначення конвективного руху мантії та ядра; становлення життя; чітке визначення тектоніки планети; кліматичні зміни.

### Міфологічні та релігійні уявлення

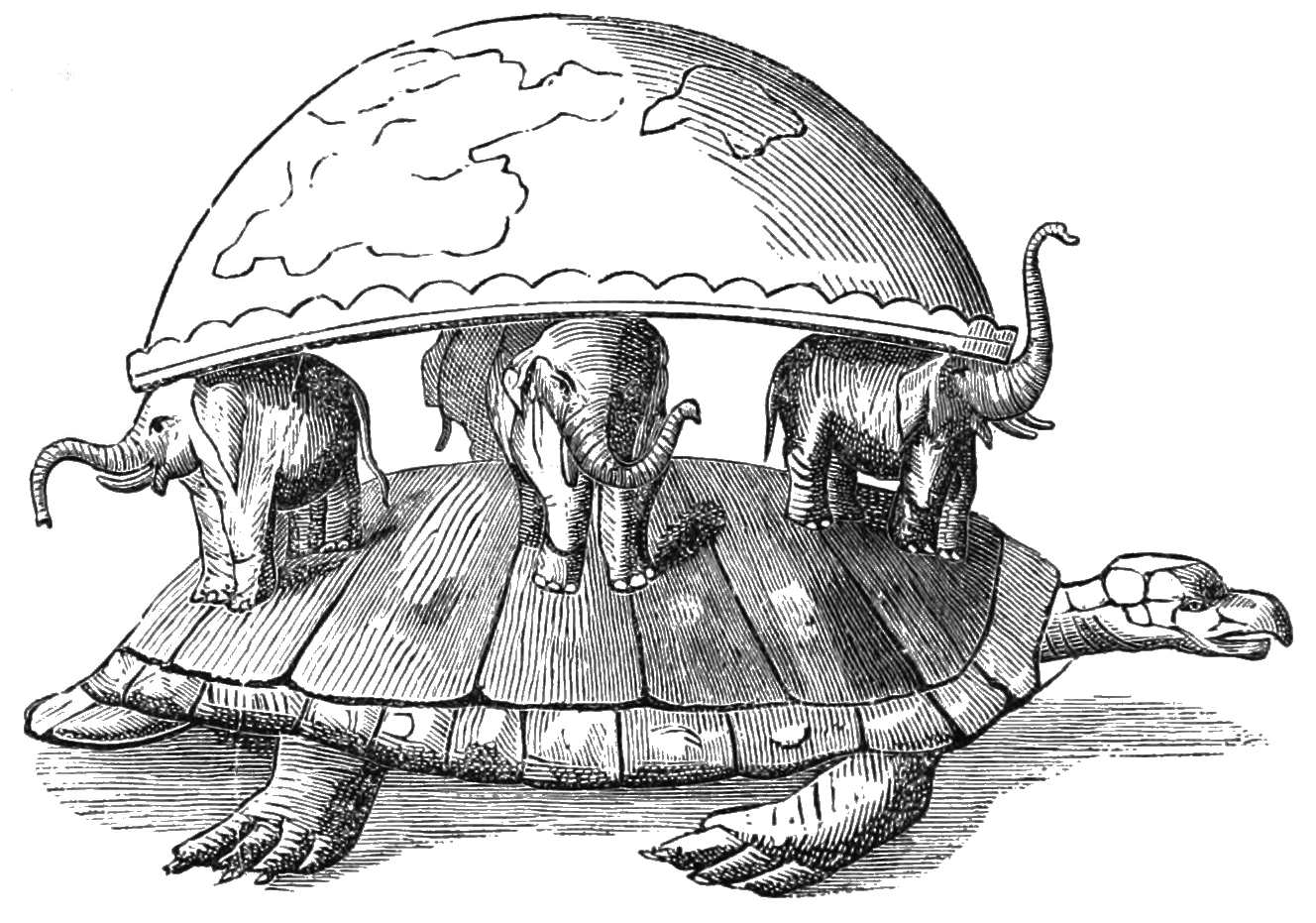
Індійська міфологема про Світову черепаху

У системах вірувань часто трапляється міф про створення та персоніфікація у вигляді божества, як от давньогрецька Гея. Із Землею були пов'язані поширені культи телуричних і хтонічних божеств, серед яких переважали жіночі божества. У багатьох культурах богиня-мати (або Мати-Земля) відтворюється як богиня родючості, процвітання та заможності. Ацтеки називали планету Тонан або Тонанцін — «наша мати», інки — Пачамама («Мати-Земля»). Багато міфологій і релігійні вірувань містять розповіді про створення Землі втручанням Бога чи божеств. До XVI століття здебільшого вважалося, що Земля є центром Всесвіту.
Згідно з біблійною космологією, Землю створив Господь у вигляді кола, яке вільно перебуває в просторі, ні на що не опираючись. У поширеній міфологемі про модель світу, Світовому Дереві, світ, населений живими істотами зображували у вигляді стовбура дерева. Народи Європи, зокрема слов'яни, вірили про походження світу зі Світового Яйця. У ранніх германській, єгипетській, китайській та скандинавській міфологіях існував міф про пласку Землю. Народи Месопотамії уявляли світ пласким диском, оточеним океаном, а єгиптяни — квадратом. За уявленнями китайців, земля мала вигляд квадрата, у якому за допомогою стовпів височіло кругле небо.

### Розвиток уявлень про форму та будову

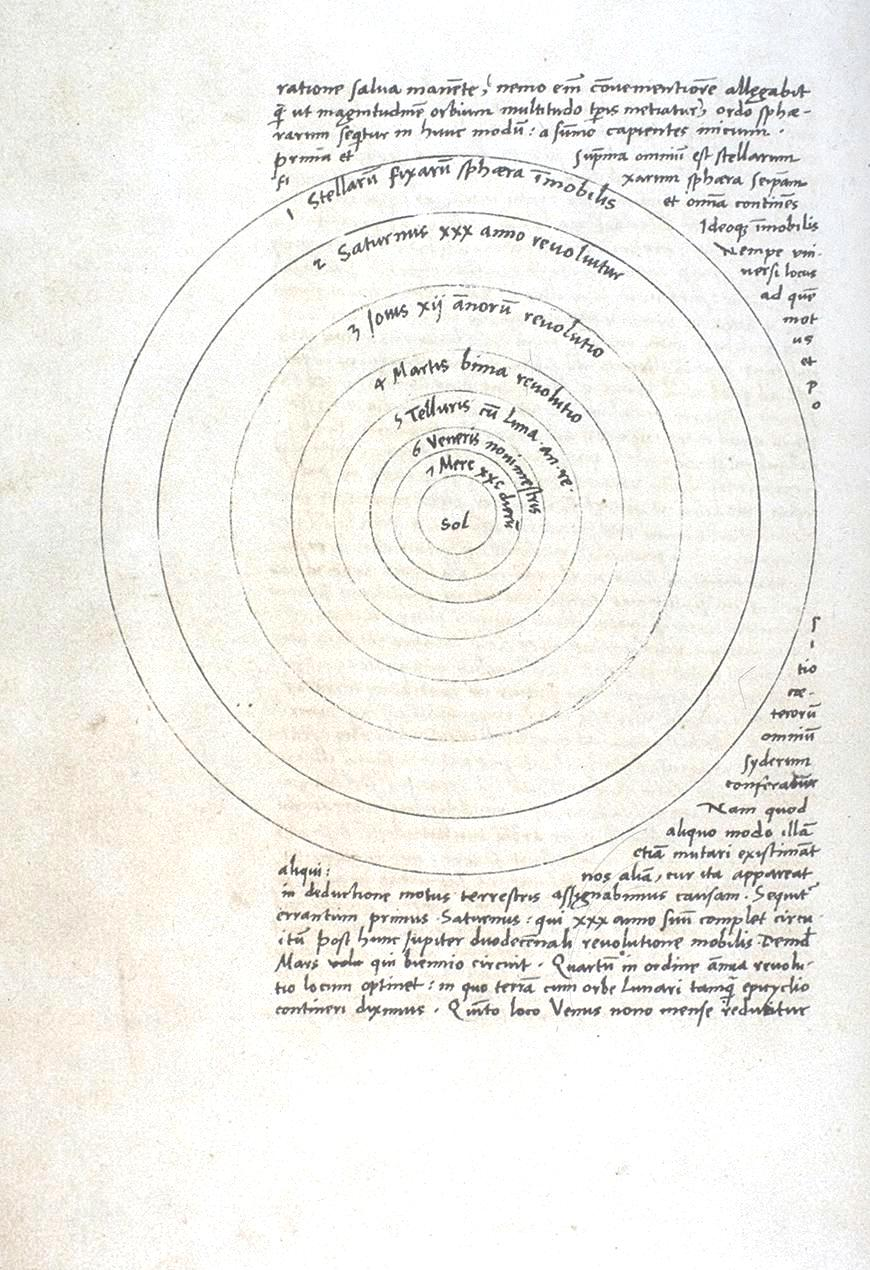
Геліоцентрична модель сонячної системи за Коперником

Вперше припущення про кулясту Землю висунули у VI ст. до н. е. деякі піфагорійці. Лише через близько 200 років його змогли досить добре обґрунтувати: це зробив Арістотель, який посилався на те, що земна тінь, під час місячного затемнення завжди кругла, а сфера це єдине геометричне тіло, яке завжди та з усіх ракурсів має круглу тінь. Першим хто спробував виміряти радіус та довжину кола Землі був Ератосфен, який провів експеримент під час якого він вимірював кут, під яким сонячне проміння падає на землю у двох містах Александрії та Сієні і знаючи приблизну відстань між ними спробував виміряти радіус та довжину кола Землі. Визначити, наскільки оцінки Ератосфена близькі до реальності, важко, оскільки невідомо, яким саме стадієм він користувався. Якщо було використано грецький (178 метрів), то його розрахунки радіуса Землі складав 7082 км, якщо єгипетський, то 6287 км. Сучасні вимірювання дають для усередненого радіуса Землі величину 6371 км.У часи Середньовіччя освічені люди в Європі переважно вірили в кулясту форму Землі.
У 1543 році вийшла головна праця Миколая Коперника «Про обертання небесних сфер», яка призвела до Коперниківської революції та поступової заміни геоцентризму на геліоцентризм в розумінні людей.
1906 року Річард Олдхем висунув гіпотезу про ядро, яке сповільнює хвилі, що спостерігаються на 180° від епіцентру землетрусу. 1909 року Андрія Мохоровичич відкрив границю між земною корою та верхньою мантією, яку пізніше було названо поверхнею Мохоровичича. 1913 року Артур Голмс опублікував першу геохронологічну шкалу у своїй книзі «Вік Землі» (англ. The Age of the Earth). 1929 року науковці Бернар Брюнес та Мотонорі Матуяма висунули теорію про останню інверсію магнітного поля Землі, що відбулася близько 781 тис. років тому. 1935 року Чарльз Ріхтер запропонував шкалу для оцінки порядкової величини землетрусу. 1936 року Інге Леманн довела існування внутрішнього ядро Землі з використанням даних сейсмічних хвиль та визначила, що воно складається в основному із заліза і деякої кількості нікелю. 1967 року вчені Сюкуро Манабе та Річард Ветеральд вперше припустили про антропогенний фактор парникового ефекту, що впливає на глобальний клімат Землі.

### Дослідження географічної оболонки

Мапа Землі за Анаксімандром (одна з сучасних реконструкцій)

Найпершою відомою картою світу є Вавилонська карта світу, яка датується кінцем VIII — початком VII століття до н. е., на ній відображалася карта відомого вавилонянам світу та яка містила як реальні географічні об'єкти, так і міфологічні елементи. Найдавніша мапа зроблена європейцями була зроблена Анаксімандром, на ній посередині знаходилася Стародавня Греція, а ближче до краю розташовувалися три «континенти»: Європа («Ереб» — ассирійський захід), Азія («Ассу» — ассирійський схід), які були розділенні річкою Фасіс (Ріоні на Кавказі) та Чорним морем, а також Лівія (Африка), яка розділялася з Європою Середземним морем, а з Азією — річкою Ніл.

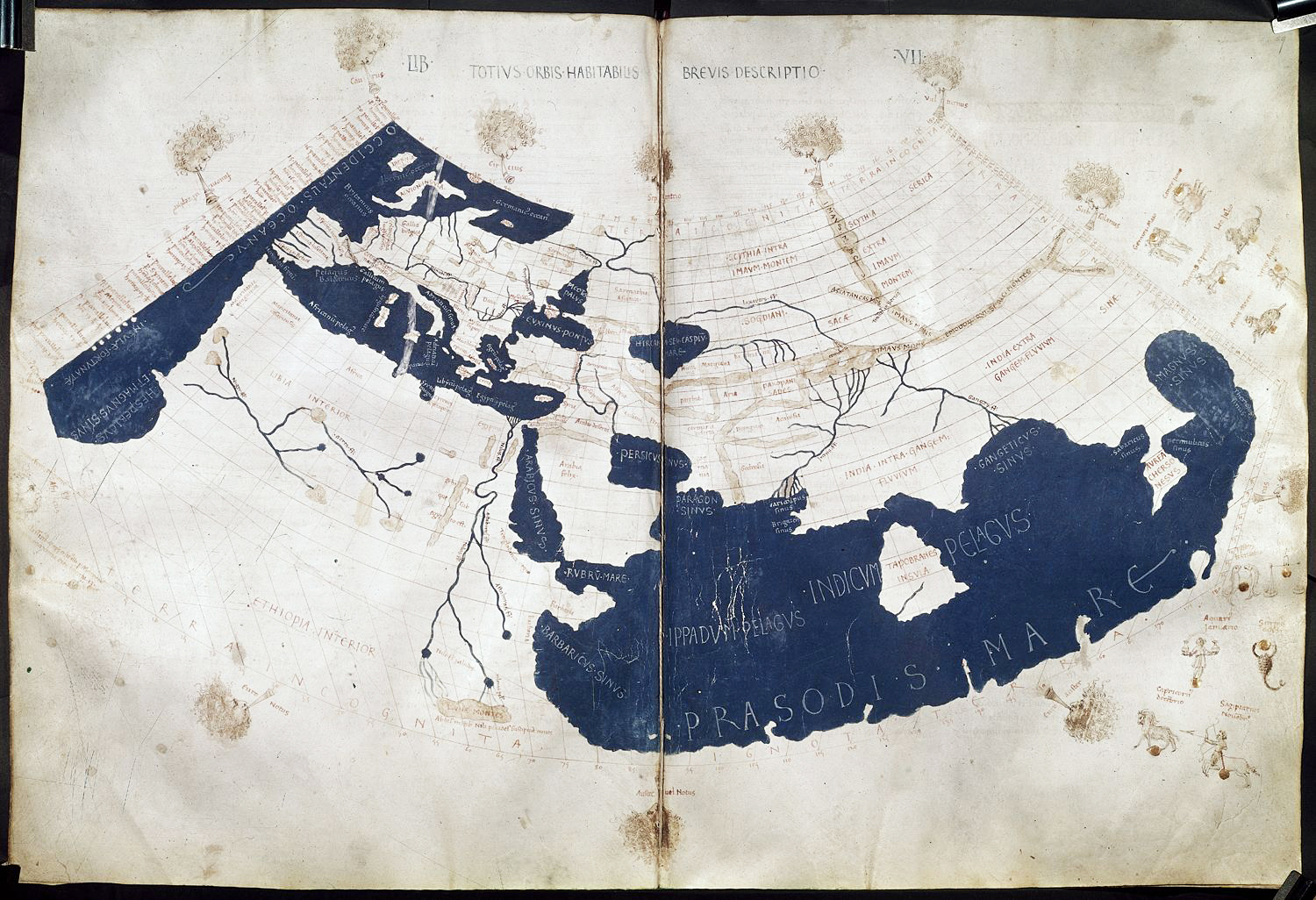
Мапа світу середини 15-го століття, яка заснована на Географії Птолемея

До Доби великих географічних відкриттів основним джерелом географічних відомостей для європейців було «Керівництво з географії» Птолемея, яке складалось із 8 книг. Праця містила перелік пунктів із зазначенням їх географічних координат. Великі географічні відкриття почались у XV столітті, під час них європейські мореплавці досліджували раніше невідомі європейцям регіони по всій Земній кулі — в Африці, Америці, Азії та Океанії. 1488 року Бартоломеу Діаш досяг мису Доброї Надії, 1492 року Колумб досяг берегів Америки, що започаткувало європейську колонізацію континенту (хоча першими європейцями, які дістались до Америки були вікінги). Васко да Гама відкрив морський шлях в Індію в 1498 році, а в 1519—1521 роках морська експедиція під керуванням Фернаном Магелланом вперше в історії здійснила навколосвітню подорож.
1606 року голландський мореплавець Віллем Янсзон на судні «Дейфкен» переплив Торресову протоку й пройшов уздовж узбережжя півострова Кейп-Йорк та став першим європейцем, що побачив Австралію з цього моменту почалося європейське дослідження Австралії й Океанії. 1642 року Абель Тасман відкрив Нову Зеландію, а потім із південного заходу підійшов до берегів острова Тасманія, британський мореплавець капітан Джеймс Кук відвідав і обстежив Нову Зеландію в 1768 році. Саме ця подорож поклала початок періоду активного освоєння островів Океанії європейцями. А після цього Кук підійшов до східного узбережжя Австралії в 1770 році.

Після відкриття та дослідження Австралії й Океанії єдиними нерозвіданими місцями залишилися Арктика та Антарктика. Через неприязні погодні умови суттєві дослідження почалися тільки в 19 столітті, в тому столітті експедиції в Арктику здійснювали Джон Росс, Вільям Едвард Перрі, Адольф Ерік Норденшельд, сер Джон Франклін, Фрітьйоф Нансен та інші. Також в 19 столітті відкрили останній земний континент — Антарктиду. Першовідкривачами Антарктиди вважають експедиції двох країн — російську експедицію Фадея (Фабіана) Беллінсгаузена і Михайла Лазарєва (1819—1821) і британську експедицію Едварда Брансфілда та Вільяма Сміта.

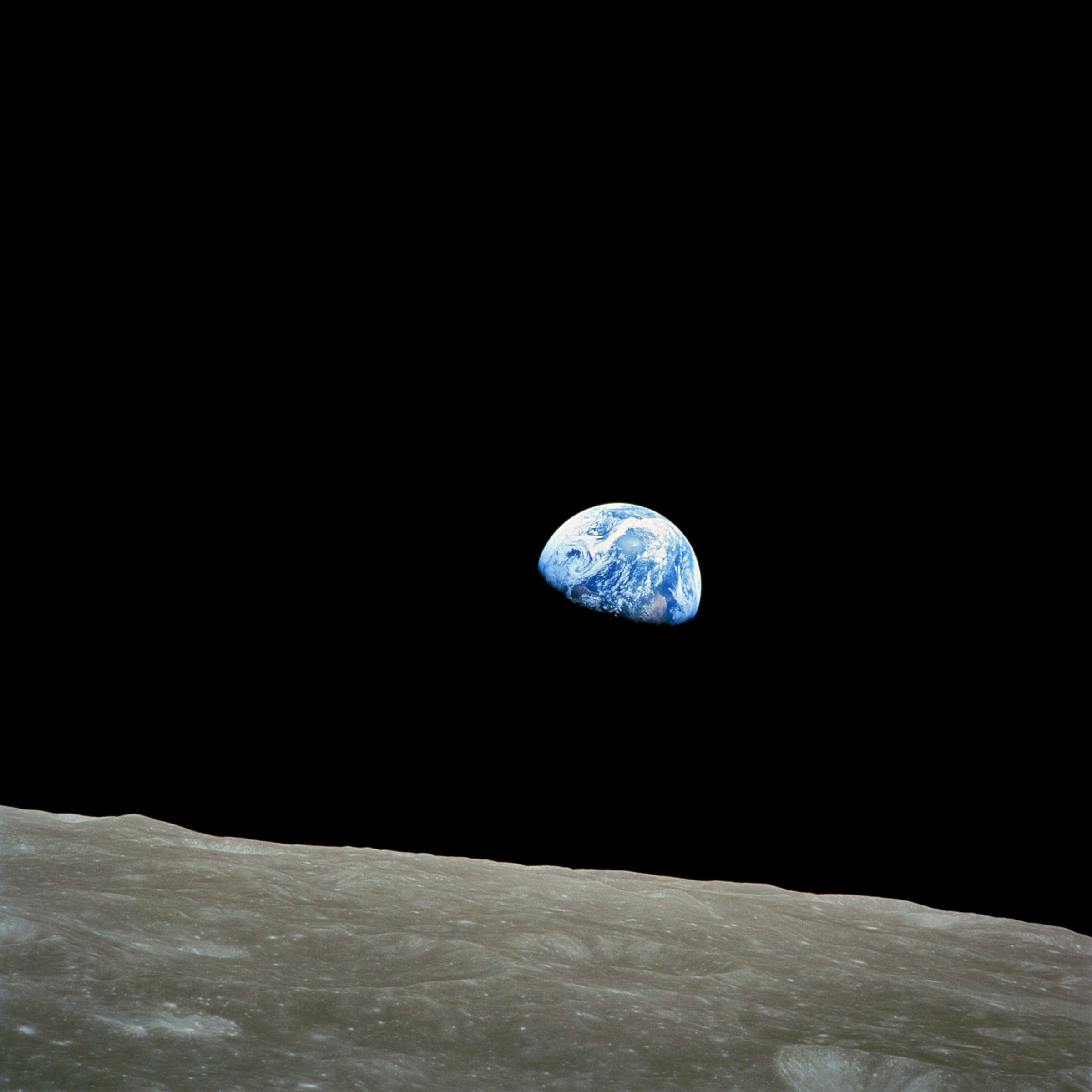
Схід Землі - фотографія зроблена Вільямом Андерсом під час місії «Аполлон-8»

30 грудня 1930 року фотографія, зроблена з літака капітаном Альбертом Стівенсом на схід від гірського хребта Анд у Південній Америці, надала докази кривизни Землі. Перше зображення Землі з космосу (з висоти 105 км) отримано 24 жовтня 1946 камерою, розміщеною на ракеті Фау-2, запущеної з ракетного полігону Уайт-Сендс, США. Найперші знімки Землі з навколоземної орбіти зробив супутник Explorer 6 1959 року. 1 квітня 1960 року метеорологічний супутник «Тайрос-1» отримав перше з 23 000 телевізійних зображень Землі, більшість з яких були достатньої якості для прогнозування погоди. Юрій Гагарін 1961 року, став першою людиною, яка спостерігала планету з космосу. Під час програми Аполлон були зроблені дві відомі фотографії Землі (Схід Землі та Блакитна іграшкова куля). 30 травня 1966 року радянський супутник зв'язку «Молнія-1» зробив перший знімок, на якому Земля зображена у вигляді повного диска. 11 грудня 1966 року супутник передової технології ATS-1 передав першу фотографію Землі з геостаціонарної орбіти . Супутник Гравітаційного експерименту Міністерства оборони США повернув перше кольорове зображення всієї Землі в серпні 1967 року. 1990 року космічний зонд «Вояджер-1», перед відключенням своєї камери задля збереження енергії, зробив фотографію землі з рекордної відстані 6,4 мільярдів кілометрів. Карл Саган, вчений, який запропонував НАСА створити цю фотографію, назвав її «Бліда блакитна цятка».

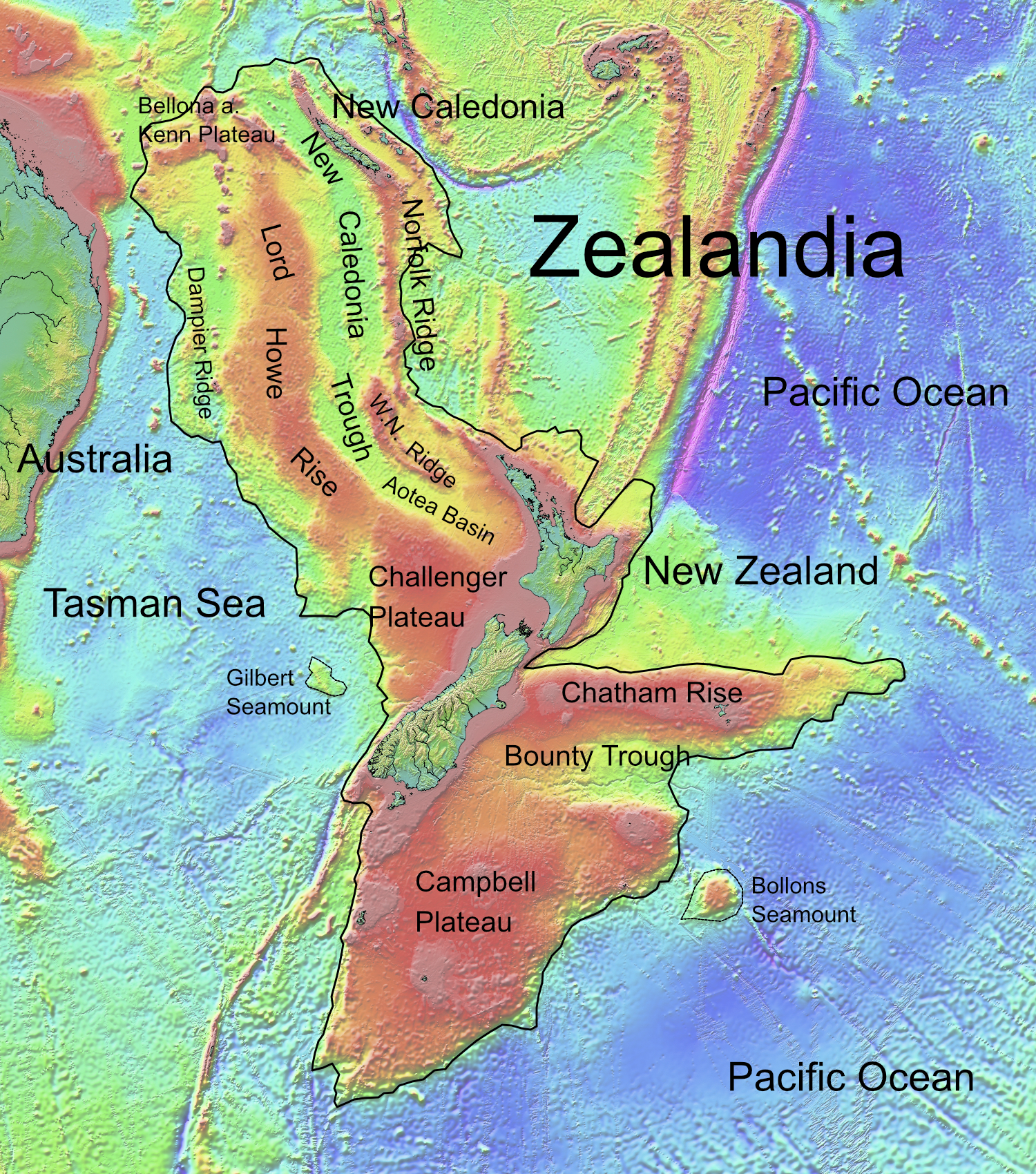
Континент Зеландія на карті.

За 21 століття було зроблено деякі відкриття у галузях палеонтології та географії. 2017 року вчені відкрили затоплений континент Зеландія, який відколовся від Австралії 60—85 мільйонів років тому. 2013 року команда на чолі з палеоантропологом Лі Бергер відкрила скам'янілості в Південній Африці Homo naledi — новий вид роду Homo, який жив від 236 000 до 335 000 років тому. 2018 року, дослідники оголосили про відкриття печерного мистецтва на Борнео, якому від 40 000 до 52 000 років, що ще більше відсунуло витоки фігуративного живопису. А ще одна знахідка 2018 року в Південній Африці, кам'яна луска, яка була перехресно штрихована близько 73 000 років тому, цілком може бути найстарішим каракулем у світі. У 2018 році дослідники представили пігменти та перфоровані морські раковини, знайдені в Іспанії, яким було 115 000 років, коли в Європі жили лише неандертальці, що може бути першим доказом наскельних малюнків неандертальців.

### Підкорення екстремальних точок
Через екстремальні кліматичні умови досягти земних полюсів вдалося тільки на початку 20 століття. Першим підкорювачем Північного полюса вважається Роберт Пірі, хоча щодо цього є заперечення, який, за власним свідченням, 6 квітня 1909 року досяг полюса. Дослідження Антарктиди давалося ще важче, в період 1897—1922 років, багато експедицій проводили дослідження регіону. Першим зміг досягнути Південного полюса Руаль Амундсен, його експедиція підкорила полюс 14 грудня 1911 року, на 35 днів обігнавши експедицію Скотта.
Найвища точка Землі, гора Еверест, була підкорена 29 травня 1953 року шерпом Тенцинґом Норґеєм і новозеландцем Едмундом Гілларі. А рекорд занурення на найбільшу глибину, станом на початок 2025 року, належить Віктору Весково, який 28 квітня 2019 року досяг глибини 10 927 м.